# 冨田勲
冨田 勲（とみた いさお、1932年〈昭和7年〉4月22日 - 2016年〈平成28年〉5月5日）は、日本の作曲家、編曲家、シンセサイザー・アーティスト（シンセサイザー音楽作家、シンセサイザー奏者）。

## 概要
1950年代、慶應義塾大学文学部在学中に作曲家として活動を始め、NHKや民放のラジオ番組、テレビ番組、映画、虫プロダクション関連のアニメーション等々、映像作品の音楽を数多く担当した。これらの作品は後年のシンセサイザー・サウンドとの連続性は少なく、むしろ親しみやすいオリジナルメロディ、時にジャズ調も交えた華麗なオーケストレーションなどで高く評価された。現在も多くの作品がCD等で愛聴されている。#主な作品を参照。
やがて古典的な「アコースティック楽器のオーケストラ」の音に飽きたらなくなり、当時新たに登場してきた電子機器と古典的楽器の音を融合させるなど、様々な音楽の可能性を追求するようになった。1969年に電子楽器モーグ・シンセサイザーに出会ったことを転機に、以降は古典的名曲を現代的な解釈を加えて編曲し、自宅スタジオでシンセサイザーを演奏・多重録音することが活動の中心となる。1974年発表のアルバム『月の光』がビルボード・クラシカルチャートで2位を記録し、続く『展覧会の絵』が同チャート1位となり世界的に名が知られた。#ディスコグラフィー、#ノミネートおよび受賞・栄典を参照。
1980 - 1990年代は、シンセサイザー音楽のスタジオ内での制作やアルバム発表にとどまらず、「サウンドクラウド（音の雲）」と銘打って、屋外で大観衆に向かって立体的に聞かせる壮大なライブ・イベントをヨーロッパ、米国、日本、オーストラリアなどで開催した。#コンサート/イベントを参照。

## 来歴

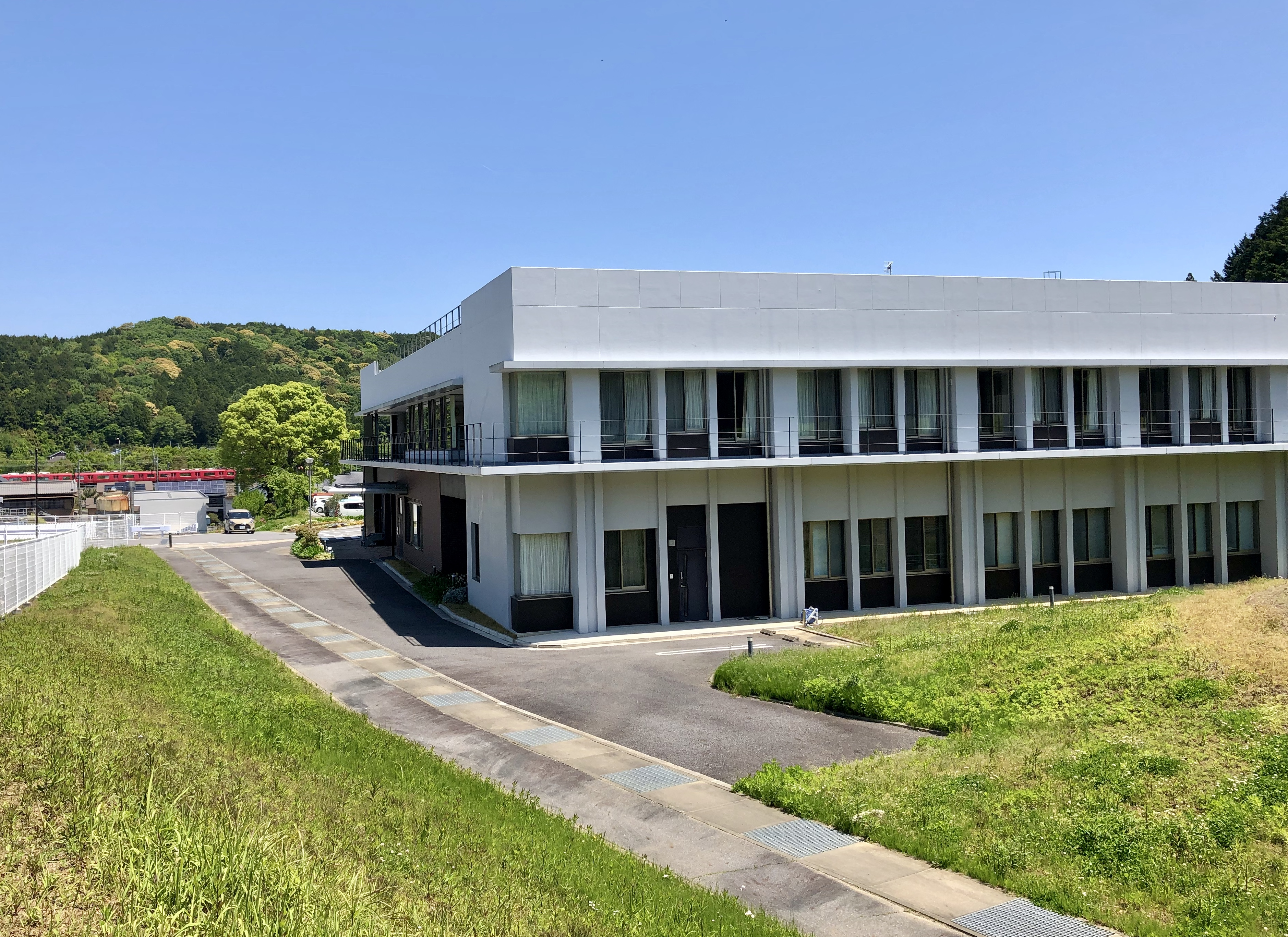
現在の冨田病院（愛知県岡崎市本宿町）。

戦国時代の武将の柴田勝家の子孫は、江戸幕府に旗本として仕えた。三河国本宿にあった柴田氏の領地の代官を代々務めたのが、冨田家であった。明治維新後に一旦家が傾いたが、家業を医者に転換し回復した。
東京府豊多摩郡（現：東京都杉並区）で生誕した。祖父は1906年（明治36年）に愛知県額田郡本宿村で病院を開業した冨田丈次郎であった。勲の父は2代目院長の冨田清、弟は3代目院長の冨田稔（医学博士、慶應義塾大学客員教授）である。
父の清は当時紡績会社（鐘紡）の嘱託医を勤めており、そのため東京府で生まれた勲は4歳から父の転勤に伴い中華民国青島、山口県防府市、中華民国北京で育った。この時期に父に連れられて天壇公園に行き「回音壁」の音を聞いたことが、後に音楽家になる原点となった。

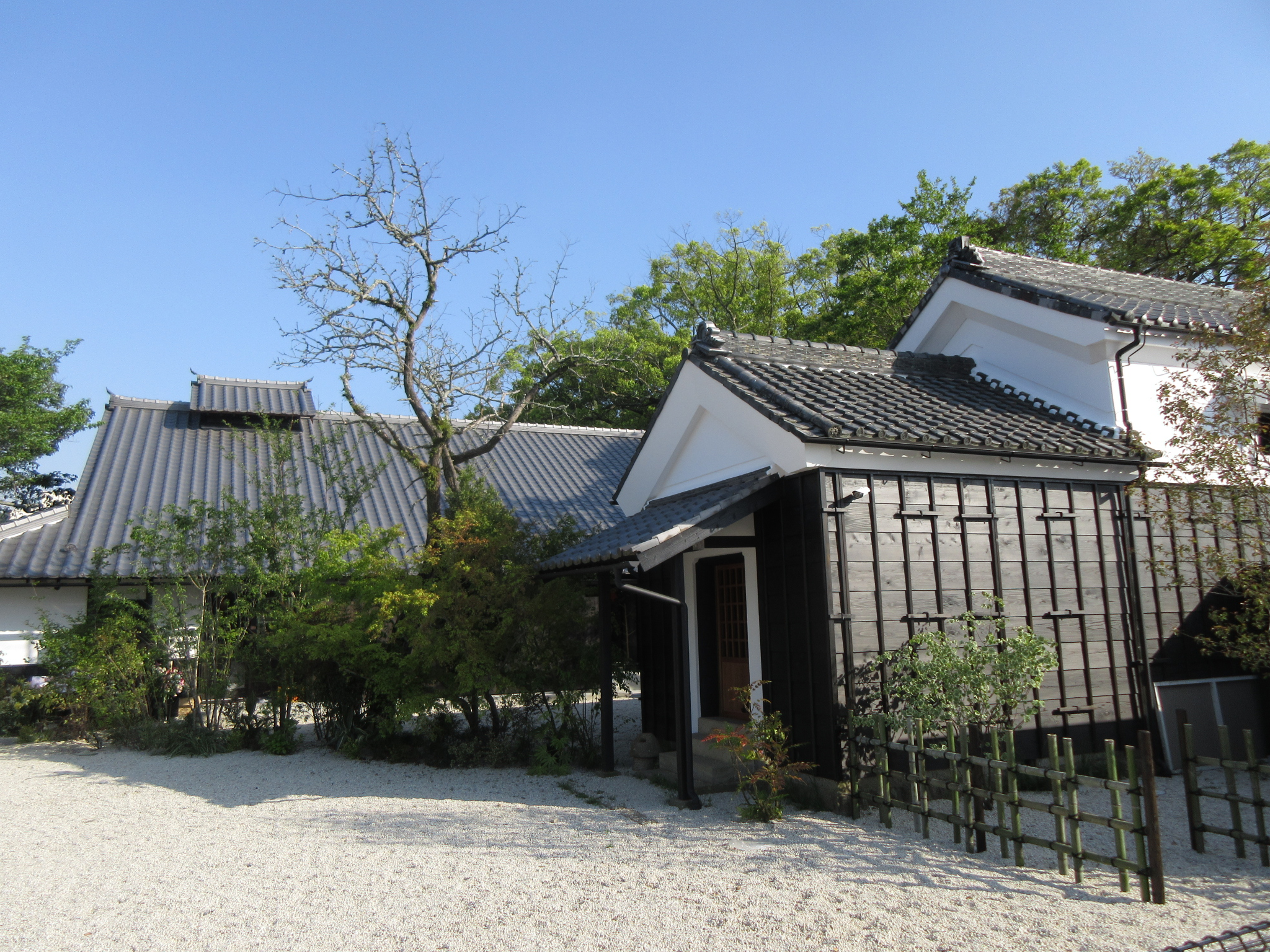
冨田家実家の代官屋敷。近年、修繕が行われた。蔵が郷土資料館となっている。国の登録有形文化財。

1939年（昭和14年）に帰国し、父親の故郷の本宿村にある実家の旧代官屋敷に居住して、本宿村立本宿尋常小学校に入学した。竹を使って手作りの笛を作り、授業で覚えさせられたモールス信号を吹いて遊んだ。戦時下で灯火管制された田舎で見上げていた星空、この頃読んだ『銀河鉄道の夜』などが、その後の天文・宇宙への憧れに繋がったとされる。また、終戦間際に自作でラジオを作ったが、そこから流れてきたジャズやクラシックなどの未だ知らぬ音楽が、勲の音楽への興味を一層駆り立てた。またこの頃、アメリカ軍の無差別都市空襲により近隣に相当な被害が出ており、さらに1945年1月13日に三河地震が発生し、勲の住んでいた三河地域は大きな被害を受けた。多数の犠牲者が出たことに勲は強い衝撃を受け、家業の医者を継ぐべきか、自分はどう生きるべきか、を真摯に考えたとされる。
1945年（昭和20年）に愛知県岡崎中学校へ入学した。戦争末期は男川地区の軍需工場に学徒動員で駆り出された。1948年（昭和23年）に愛知県立岡崎高等学校へ入学した。

### 上京
岡崎高校2年生の1949年（昭和24年）、両親の命により慶應義塾高等学校の編入試験を受け合格し上京した。慶應高校時代は進駐軍のラジオ放送であったWVTR東京の放送を夢中になって聴いていたという。作曲家小森昭宏と同期。作曲は当初、全くの独学ではあったが、平尾貴四男、小船幸次郎にも師事。作曲家の小林亜星、フルート演奏家の峰岸壮一も高校で同じクラス、作曲家の林光は隣りのクラスであった。高校時代既に、のちに歌手・女優となった本間千代子も所属していた「みすず児童合唱団」で指導もしていた。
慶應義塾大学文学部に進学し、美学美術史を専攻した。その傍らで弘田龍太郎について音楽理論を学ぶ。大学2年で、朝日新聞社主催、全日本合唱連盟のコンクールの課題曲に応募した作品、合唱曲「風車（ふうしゃ）」が1位となった。これにより作曲家への道を歩む決意を固め、在学中からNHKの音楽番組の仕事を始め、作曲活動に入った。大学在学中から既にひばり児童合唱団でも演奏、指導、作曲などをしていた。
1955年（昭和30年）、慶應義塾大学文学部を卒業した。

### 作曲活動の草創期
1956年メルボルンオリンピックに参加した日本女子体操選手のための伴奏音楽の作曲や、日本コロムビアでの学校教材用のレコード制作、森永製菓などコマーシャル音楽の編曲を手掛け、プロの音楽家として活動を始めた。NHKのラジオ番組『立体音楽堂』や、NHKのテレビ番組『新日本紀行』、『きょうの料理』などのテーマ音楽の作曲、NHK大河ドラマ（池辺晋一郎と並んで現在最多の5作品を担当）の音楽の作曲、東映動画の劇場用作品、手塚治虫原作のTVアニメ『ジャングル大帝』、『リボンの騎士』、『どろろ』、円谷プロダクションや東映の特撮番組など、テレビ番組・ラジオ番組・映画・アニメ・ドキュメンタリー・イベント・舞台・学校教材・コマーシャルソングなど、多くの仕事を並行して進め膨大な数の作品を世に送り出した。

### モーグ・シンセサイザーとの出会い
1969年（昭和44年）に、大阪万博で東芝IHIパビリオンの音楽を録音するため、大阪に3か月間滞在した。訪れた輸入レコード店で、モーグ・シンセサイザー (MOOG III-C) を全面的に用いて作成されたウォルター・カーロス（現在はウェンディ・カーロス）の『スウィッチト・オン・バッハ (Switched-On Bach)』と出会った。「このアルバムは、せっかくモーグシンセサイザーを使っていながら音色に趣向をこらしていない」というのが正直な感想であったが、シンセサイザーこそ求めていたものだと直感した。
1971年（昭和46年）秋頃、モジュラー式のモーグ・シンセサイザー（モーグIII-P 画像）を日本で初めて個人輸入した。非常に高額な楽器であり、金銭面で苦労した。
当時は日本でシンセサイザーがほとんど認知されておらず、楽器として輸入を目論んだが、税関から軍事機器のアナログコンピュータそのものであろうと疑われて「精密機器」として扱われそうになり、楽器であることの証明を求められた。発送元へシンセサイザー演奏写真の送付を依頼するも到着まで相当の日数を費やし、税関で1か月以上保税され、キース・エマーソンの演奏写真を税関へ提出した。
モーグには説明書が付属していなかったので使い方が全く分からずに苦戦し、当初は「高いだけの鉄くずを買ってしまった」と後悔した。その後、自宅にマルチトラックレコーダーも備える「電子音楽スタジオ」を構築し、電子音による管弦楽曲の再現を試行錯誤しながら数々の作品を作曲・編曲した。この時期から映像音楽作品にもシンセサウンドを多く用い始めた。

### シンセサイザー音楽作家としての活動
シンセサイザーを用いた習作として、TBSブリタニカ発行の世界子供百科付録の2枚組ピクチャーLPアルバム『音楽ってたのしいな』（1972年）の中で発表した「銀河鉄道の夜」が上げられる。「銀河鉄道の夜」はシンセサイザーを入手してから3か月で製作されたものであるという。1972年にMOOG IIIを使用した『スイッチト・オン・ヒット&ロック』がCBSソニーからSQ-4方式4chステレオ作品として既に出ていた。
シンセサイザーの導入から1年4か月を費やし、シンセサイザー音楽作品として『月の光』のマスターテープを制作。
当時このアルバムを日本の各レコード会社に持ち込んだところ、「クラシックでもポピュラーミュージックでもなく、レコード店の棚に置く場所がない」などの営業的な理由ですべて断られたとされる。そののち当時の日本RCA東京出張所長（後にワーナーパイオニアレコードの社長）山本徳源に頼んで米国RCAのニューヨーク本社にテレックスを打ってもらったところ、直ちに「会おう」という回答を貰った。ハンス・ウールマンによるシンセサイザー音楽作品『革命のエチュード』などをリリースした経験があったRCAレコードに持ち込み、レコード発売の契約締結に成功。
1974年4月、アルバム『Snowflakes Are Dancing』がアメリカで発売。1975年1月18日付けのビルボード全米クラシカル・チャートで第2位にランキングされた。日本ではジャケットを替え、『月の光』のタイトルで1974年8月25日に発売された。
1975年3月開催の第17回グラミー賞で日本人として初めてノミネートされた。NHKなど国内のマスコミも報じ、米国RCAレーベルのレコードが、『月の光 - ドビッシーによるメルヘンの世界』として日本へ逆輸入されるなど、作品が知られるようになった。NARM（National Association Of Record Merchandiserers 全米レコード販売者協会）の1974年最優秀クラシカル・レコードに選ばれた。
1975年2月発表の『展覧会の絵』 は、1975年8月16日付けのビルボード・キャッシュボックスの全米クラシックチャートの第1位を獲得し、1975年NARM同部門最優秀レコード2年連続受賞、1975年度日本レコード大賞・企画賞を受賞した。
同年9月発表の『火の鳥』 は1976年3月20日付けのビルボード全米クラシックチャート第5位を記録した。
1976年12月20日発表の『惑星』 では国産シンセサイザーのローランド・System700を使用し、1978年2月19日付けのビルボード全米クラシック部門で第1位にランキングされた。『バミューダ・トライアングル』では発売翌年のグラミー賞で “Best Engineered Recording” に2回目のノミネートを受けた。1983年のアルバム『大峡谷』では3回目のグラミー賞のノミネートを受けた。
この後も、1984年発表の『ドーン・コーラス』まで通算9作のスタジオ制作作品および、1984年と1986年それぞれの大規模な野外コンサートを収録した2作のライブ作品、またそれらの音源を基にしたコンピレーション作品がRCAから国際的にリリースされ、いずれも世界的なヒットを記録している。
1979年に米コンテンポラリー・キーボード誌の読者投票により “ベスト・スタジオ・シンセシスト” に選ばれた。冨田のシンセサイザー作品群は、全ての音色作りはもちろん、全パートの演奏、録音、編集までを含めて冨田自身の一人の手による制作であり、現在のパーソナルスタジオによる音楽制作の先駆けであったといえる。
ここで教えを受けながら助手として働いた松武秀樹は、後にイエロー・マジック・オーケストラのシンセサイザー・マニピュレーターとして役割に就き、「4人目のYMO」と呼ばれた。海外では、スティービー・ワンダーが、来日した際に最も尊敬している音楽家として冨田の名前を挙げている。後に長良川のサウンドクラウドに登場している。マイケル・ジャクソンも、1987年9月24日に来日の際に冨田のスタジオを訪問した。『惑星』の立体音響に深く感銘したフランシス・フォード・コッポラ監督は、映画『地獄の黙示録』の音楽を冨田に要請したが、レコード会社との専属契約の関係で実現には至らなかったとされる。
1979年、日本武道館でピラミッド・サウンドによる立体音響ライブ「エレクトロ・オペラ in 武道館」を小松左京のプロデュースで開催した。1980年にジャパンレコードの社長に就任したが、アーティストとしてはRVC所属のままであった。その後も徳間ジャパンからの作品のリリースはなかった。
1984年、オーストリアのリンツでドナウ川両岸の地上・川面・上空一帯を使って超立体音響を構成し、8万人の聴衆を音宇宙に包み込む壮大な野外イベント「トミタ・サウンドクラウド（音の雲）」と銘打ったコンサートを催す。以後、サウンドクラウドを世界各地で公演してきた。ドナウ川では「宇宙讃歌」、続いて1986年ニューヨークのハドソン川では「地球讃歌」、1988年日本の長良川では「人間讃歌」を成功させ、共感するミュージシャンと共に音楽を通じた世界平和を訴え続けてきた。1990年から1992年まで3回にわたりBunkamuraオーチャード・ホール（東京都渋谷区道玄坂）で「トミタ・サウンドクラウド・オペラ “ヘンゼルとグレーテル”」を上演。1998年、日本の伝統楽器と西洋オーケストラとシンセサイザーによる『源氏物語幻想交響絵巻』を作曲。東京、ロサンゼルス、ロンドンで初演、自ら指揮棒を振った。1999年、メディア・アーティスト協会創設に参加した。
RCAとのインターナショナル契約終了後の純粋なシンセサイザー制作のアルバムとしては、1996年に『バッハ・ファンタジー』を日本のみでリリースしている。
2001年、東映50周年記念作品映画『千年の恋 ひかる源氏物語』の音楽を作曲し、日本アカデミー優秀音楽賞を受賞。また、東京ディズニーシー・アクアスフィアのための3面立体音響シンフォニーを手掛ける。2002年、作曲活動50周年、シンセサイザーでの音楽制作30周年の節目の年を迎えた。2005年3月開催の愛・地球博（愛知万博）の公式催事である前夜祭セレモニーをプロデュースした。

### 晩年
晩年は過去にRCAから発表していたシンセサイザー作品の音源などを改めてサラウンドで再製作・再編集し、日本コロムビアを通じてDVD-Audio, SA-CDでリリースした。
映画は『風の又三郎 〜ガラスのマント』、手塚治虫原作の『ブラック・ジャック ふたりの黒い医者』、山田洋次監督による『学校』シリーズ、『たそがれ清兵衛』、『隠し剣 鬼の爪』、『武士の一分』、『母べえ』、『ジャングル大帝 劇場版』、『千年の恋 ひかる源氏物語』、『おとうと』、『おかえり、はやぶさ』の音楽を手がけた。
2004年から2008年まで『NHK映像ファイル あの人に会いたい』のテーマ曲を手掛け、2006年10月に奥三河の霊山である鳳来寺山の鏡岩の反射音を利用した立体音響による『仏法僧に捧げるシンフォニー』を発表し、2007年5月に電子楽器演奏および音楽制作における先駆的貢献と電子音楽分野の確立に貢献した功績で第1回エレクトロニクス・アーツ浜松賞を受賞した。2007年6月と7月に、NHKの『みんなのうた』で「鳳来寺山のブッポウソウ」として放送された。
後進の育成に特に注力し、尚美学園大学で2000年から4年間を音楽メディアコースの主任教授を務めた後も芸術情報学部の大学院教授として「冨田研究室（）」を開設し、音楽界やメディア界の第一線で1952年以来半世紀余り活躍して得た豊富な知識と経験を若手に伝授した。
2012年11月23日、ボーカル音声を合成するヤマハの合成音声技術「VOCALOID」とクリプトン・フューチャー・メディアの開発した音声ライブラリを用いたシンセサイザーであり、そのシンセサイザーのキャラクターでもあるバーチャルシンガーの初音ミクを起用して作曲された『イーハトーヴ交響曲』を東京で初演した。
2016年5月5日14時51分、慢性心不全のために東京都立広尾病院で死去した。享年84歳。
2016年6月15日に東京港区の青山葬儀場で、お別れの会が開かれた。

### 没後
2021年5月5日、娘の妹尾理恵が主催する「冨田勲研究会」のウェブサイトが開設された。
同年7月23日に行われた東京オリンピック開会式で、冨田の没後に発表された「日の出 / Rise of The Planet 9」が使用された。同年8月8日に行われた閉会式では、聖火台の火が消えていくフィナーレに、アルバム『月の光』収録の「月の光」が使用された。

## 家族・親族
妻は歌手、本間千代子の姉・明子（立教女学院卒）。長男の冨田勝（慶應工学部卒）は慶應義塾大学医学部および慶應義塾大学環境情報学部の教授。孫は元慶應義塾大学ソッカー部監督の冨田賢(慶應義塾大学環境情報学部卒)。はとこに、元東北大学総長で半導体素子の研究者の西澤潤一がいる。

## 主な作品

### ラジオ番組
- NHKラジオ番組「婦人の時間」の中で「物語りと音楽」というコーナーの音楽の作曲を担当（1953年）※ 出典：花輪一郎著「青春のNHK音楽部」※ 大学在学中。
  - 音の漫画「倉庫番のケンちゃんの耳の冒険」（1956年8月11日放送）※ 約40分のミュージックコンクレート手法による音楽のラジオドラマ（NHKスタジオ、制作期間：7月16日-8月2日）※ 脚本：吉田直哉 音楽：冨田勲 アシスタントプロデューサ：吉田節子
- NHKラジオの「音楽の花束」（大型オーケストラ・ポップ番組、演奏：NHKポップスオーケストラ＝東フィル）で1955年（昭和30年）に冨田勲の編曲により5月5日に「セプテンバー・ソング」（クルト・ワイル）、8月11日に「イエスタデイズ」（ジェローム・カーン）、9月15日に（「枯葉」（）、12月25日に「ローラ」（デーヴィッド・ラクシン）を放送 ※ 出典：花輪一郎著「青春のNHK音楽部」
  - 「立体音楽堂」で「ピーターパン」を作曲（1959年）
- NHKラジオ「音楽の贈りもの」（195?年頃）※ 詳細調査要
- NHKラジオ第2放送NHKラジオ第2「ピッポ・ピッポ・ボンボン」（1964年4月1日 - 1981年度）※ 幼児向けの番組
- NHKラジオ第2「わたしの人生」（1970年代）
- FM東京「冨田勲のシンセサイザー講座」（1972年頃）望星高校講座の長期休暇中の特別番組。2時間半。シンセサイザーの仕組みと当時の作品を紹介。「銀河鉄道の夜」、アルバム「スイッチト・オン・ヒット＆ロック」から「イマジン」「ミセス・ロビンソン」、制作中のアルバム「月の光」から「月の光」「パスピエ」などを放送。
- NHKラジオ第1「特集・ミュージック・ストーリィー☆ －銀河鉄道999の音楽－」（1978年4月30日[39]）※ 原作：松本零士 脚色：菅沼定憲 音楽：冨田勲 ドラマの声出演：市村正親（哲郎）、倉野章子（メーテル）、中江真司（声）、松本零士（話）

### NHK大河ドラマ
- 大河ドラマ第1作：花の生涯（1963年）
- 大河ドラマ第7作：天と地と（1969年）※ 初のカラー大河ドラマ
- 大河ドラマ第10作：新・平家物語（1972年）
- 大河ドラマ第12作：勝海舟（1974年）
- 大河ドラマ第21作：徳川家康（1983年）

### ドキュメンタリー
- 教養特集（1962年4月 - 1978年1月、NHK教育、テレビ番組）
- 日本の素顔（1957年11月 - 1964年1月、NHK総合、テレビ番組）
- 日本縦断（1961年4月 - 1962年7月、NHK、テレビ番組）※ 第1話は横浜の放送ライブラリーに登録あり。
- 新日本紀行（旧テーマ曲）（1963年10月 - 1969年3月、NHK総合、テレビ番組）
- 現代の映像（1964年4月 - 1971年、NHK総合、テレビ番組）
- 新日本紀行（新テーマ曲）（1969年4月 - 1982年3月、NHK総合、テレビ番組）※ 旧テーマとはメロディーが完全に異なる。
- NHK特集『70年代われらの世界』（1970年4月 - 1975年11月、NHK総合）- テーマ曲『青い地球は誰のもの』（作詞：阪田寛夫）
- 日本誕生（1970年6月10日 - 1970年10月24日、30分枠、全5話、日本テレビ）※ テレビアニメーション、ドキュメンタリー
- あすへの記録（1971年4月7日 - 1978年3月8日、NHK総合）※ 科学ドキュメンタリー番組 ※ 詳細要確認（作曲は冨田か?）
- 戦艦陸奥 海底よりの帰還（1971年8月15日、単発、山口放送〈KRY〉）横浜の放送ライブラリーに登録あり。
- 天皇の世紀 第二部（1973年 - 1974年、朝日放送、テレビ番組）※ 第一部は作曲：武満徹
- ほっかいどう7:30（1973年4月 - 1987年3月、NHK北海道）※ 北海道向けローカル番組
- NHK特集「THE DAY その日 1995年・日本」（1985年3月21日、NHK総合）
- NHK特集「ミツコ・二つの世紀末」（1987年5月4日 - 6月1日、全5話、NHK総合）※ 横浜の放送ライブラリに全5話登録あり。
- NHKスペシャル「太郎の国の物語」（1989年10月11日 - 11月30日、全6話、NHK総合）※ 横浜の放送ライブラリに全6話登録あり。
- NHKスペシャル「大モンゴル」（1992年4月12日 - 8月2日、全6話、NHK総合）※ 番組収録製品（発売元：BMGジャパン、収録時間：295分、型番：BVLF-1/3（LDの3枚組）、BVVF1/5（VHSの5本組））
  - 第一集「幻の王 プレスター・ジョン」（1992年4月12日）
  - 第二集「蒼き狼 チンギス・ハーン」（1992年5月10日）
  - 第三集「世界征服への道」（1992年6月14日）
  - 第四集「大いなる都」（1992年7月12日）
  - 第五集「巨大国家の遺産」（1992年8月2日）
- 日中国交回復20周年記念 ザ・スクープスペシャル 決断（1992年9月26日、テレビ朝日）※ ドキュメンタリー、横浜放送ライブラリに登録あり。
- NHKスペシャル「アジア古都物語」（2002年1月20日 - 5月19日、全5話、NHK総合）※ 横浜の放送ライブラリに全5話登録あり。
- 新日本紀行ふたたび（2005年4月 - 2012年3月、NHK総合）※ 歌詞を新テーマ曲に付けたバージョン
- NHKスペシャル「復活 〜山田洋次・SLを撮る〜」（2011年7月16日、単発、NHK総合）

### テレビ時代劇
- 文五捕物絵図（1967年4月 - 1968年10月、NHK）※ NHK金曜ドラマ
- 柳生十兵衛（1970年、フジテレビ）
- 大忠臣蔵（1971年1月 - 12月、NETテレビ）
- 二人の素浪人（1972年9月 - 1973年1月、フジテレビ）
- 無宿侍（1973年10月 - 12月、フジテレビ）
- 唖侍鬼一法眼（1973年10月 - 1974年3月、日本テレビ）注：現行の再放送やDVD等では改題されて「鬼一法眼」になっている。
- 幡随院長兵衛お待ちなせえ（1974年4月 - 10月、毎日放送制作、NETテレビ系列）
- 座頭市物語（1974年10月 - 1975年4月、フジテレビ）

### テレビドラマの音楽
以下のテレビドラマの情報は多くの場合に書籍「テレビドラマ全史 1953 - 1994 テレビガイド増刊」（東京ニュース通信社、1994年5月発行）に典拠がある。地域によっては放送がされていなかったり、放送日等が異なっていることがありうる。
- 「特ダネを逃がすな！」（1956年10月19日 - 1959年5月29日、金曜、キー局：KR）
- 番組「名犬ラッシー」の主題歌「名犬ラッシー」（1957年9月3日-1964年3月28日、ラジオ東京テレビジョン（後のTBS））※ 作詞：宮崎博史 歌：ひばり児童合唱団
- 「おこん（狐）の初恋」（1958年1月10日、単発、NHK）※ テレビミュージカル
- 「道程」（1958年2月3日、単発、NHK）
- 「幽霊と宝石と恋」（1958年2月14日金曜、単発、NHK）
- 「大江戸の鷹」（1960年1月16日 - 1960年12月24日、土曜、KR）※ NEC劇場
- 「宇宙船シリカ」（1960年9月5日 - 1962年3月27日、最初月曜から金曜で1961年4月3日からは月曜から火曜、NHK、モノクロ）※ 竹田人形座の人形劇
- 「日本縦断」（1961年4月5日 - 1962年7月9日、NHK）※ ドキュメンタリー、第1話が横浜放送ライブリーに登録あり。
- 松本清張シリーズ・黒い断層 の「草」（第37回から第39回の前中後編）（1961年3月27日 - 1961年4月10日、TBS）
- 「二つの橋」（1962年4月9日 - 1962年7月2日、月曜、NHK）※ NHKによる初の海外取材ドラマ
- 「銀河少年隊」（1963年4月7日 - 1965年4月1日、最初日曜で第43回から木曜に、NHK、モノクロ）※ 竹田人形座の人形劇に部分的にアニメーションを挿入。
- 「花の生涯」（1963年4月7日 - 1963年12月29日、日曜、NHK）※ NHK大河ドラマ第1作
- 「ジャピンド」（1964年、朝日放送、監督：鈴木昭典）※ 放送日等の詳細不明（短篇映画研究会からの資料による）
- 「カボス」（1964年6月5日、単発、NHK）
- 「二十一回目の夏」（1964年6月26日金曜、単発、NHK）
- 「ビッグX」（1964年8月3日 - 1965年10月4日、月曜、TBS、モノクロ）※アニメーション制作は最初はTBS局内で、後に発展して東京ムービーに。
- 「青年同心隊」（1964年10月30日 - 1965年1月22日、金曜、TBS）
- 「新宝島」（1965年1月3日、単発、フジテレビ、モノクロ）※初の毎月1回放送1時間枠テレビアニメシリーズ「虫プロランド」として企画された第1作目で結局本作だけが製作された。
- 「宇宙人ピピ」（1965年4月8日 - 1966年3月31日、木曜、NHK、モノクロ）[2]※俳優の実写と宇宙人ピピのアニメの合成
- 「おれの番だ！ 一匹野だいこ」（1965年7月19日 - 1965年8月23日、月曜、TBS）
- 番組「新・名犬ラッシー」の主題歌「すすめ!ラッシー」（1965年8月7日 - 1966年4月23日、土曜、TBS）※作詞：高杉直也 歌：杉並児童合唱団
- 「ジャングル大帝（1965年10月6日 - 1966年9月28日、水曜、フジテレビ、カラー）[2]※カラーの30分枠テレビアニメーション
- 「戦え!オスパー」（1965年12月14日 - 1967年10月31日、火曜、日本テレビ、モノクロ）
- 「よくみよう」（1966年4月9日から1972年3月17日、NHK教育）（作詞：中川李枝子、歌：天地総子）
- 「新ジャングル大帝 進めレオ!」（1966年10月5日から1967年3月29日、水曜、フジテレビ、カラー）※ただしOPは作詞作曲：三木鶏郎で編曲：冨田勲。EDや本編の作曲は冨田勲
- 「リボンの騎士」（1967年4月2日から1968年4月7日、日曜、フジテレビ、カラー）
- 「文五捕物絵図」（1967年4月7日 - 1968年10月11日、金曜、NHK）
- 「キャプテンウルトラ」（1967年4月16日 - 1967年9月24日、日曜、TBS、カラー）※SF特撮のスペースオペラ
- 「娘たちはいま」（1967年10月23日 - 1968年4月15日、全26回、TBS）※ ナショナル劇場
- TBS東芝日曜劇場「鳥が…」（1967年11月26日、日曜、TBS）※ 横浜の放送ライブラリに登録あり。
- 「マイティジャック」（1968年4月6日 - 1968年6月29日、土曜、フジテレビ、カラー）※SF特撮
- 「戦え！マイティジャック」（1968年7月6日 - 1968年12月28日、土曜、フジテレビ、カラー）※ SF特撮 ※ 音楽は冨田勲と宮内國郎
- 「水色の季節」（1968年8月15日 - 1968年10月3日、木曜、日本テレビ）※この夜のグランド劇場の主題歌は「水色の季節」（唄：浅丘ルリ子、作詞：安井かずみ、作曲：三木たかし）であり、EPレコード（テイチク、品番：SN-684、1968年）のA面収録。
- 「もも・くり三年」（1968年8月22日 - 1968年9月26日、全5回、NET）
- 「三人の母」（1968年9月30日 - 1969年3月29日、月曜から金曜、TBS）※ ポーラテレビ小説第1作
- 「一番星」（1968年10月10日 - 1968年11月21日、木曜、日本テレビ）
- 「男坂界隈」（1968年11月12日、単発、NHK）
- プロファイター（1969年1月5日 - 1969年3月30日、日曜、日本テレビ）
- 「天と地と」（1969年1月5日 - 1969年12月28日、日曜）※ NHK大河ドラマ。第2回テレビ大賞優秀番組賞受賞作品。大河ドラマ初のカラー作品。
- 「窯ぐれ女」（1969年3月31日 - 1969年6月27日、月曜から金曜、全65回、フジテレビ）※ 東海テレビ制作昼帯ドラマ
- 「どろろ」（1969年4月6日 - 1969年9月28日、日曜、フジテレビ、モノクロ）※ テレビアニメーション ※ 第14話からは番組タイトルが「どろろと百鬼丸」に変更。
- 「空中都市008」（1969年4月7日 - 1970年4月3日、月曜-金曜、NHK総合、カラー）※ 竹田人形座の人形劇
- 「夫婦の設計」（1969年6月19日 - 1969年7月31日、全26回、NET）※ ナショナルゴールデン劇場
- 「天と地と 総集編」（1969年12月30日 - 31日、NHK総合）
- 「花と龍」（1970年3月19日 - 1970年5月14日、全9回、NET）※ ナショナルゴールデン劇場
- 「男一番！タメゴロー」（1970年4月6日 - 9月28日、月曜21時枠、全26回、NETテレビ）
- NHK長時間ドラマ「鹿鳴館」（1970年4月25日、NHK総合）※ NHKアーカイブスの検索資料の記述による。
- 「潮風の女」（1970年6月1日 - 1970年6月12日、月曜から金曜、NHK）※ 銀河ドラマNo.27
- ノンフィクション・アワー「日本誕生」（1970年6月10日 - 1970年10月24日、30分枠、全5話、日本テレビ）※ テレビアニメーション、製作虫プロダクション
- 「魔の季節」（1970年9月14日 - 1970年9月25日、月曜から金曜、NHK総合）
- 「柳生十兵衛」（1970年9月26日 - 1971年5月1日、土曜、フジテレビ）
- 「男は度胸」（1970年10月9日 - 1971年10月1日、NHK総合）※ 金曜ドラマ。徳川吉宗の成長過程を描く。
- だいこんの花（1970年10月22日 - 1970年12月24日、木曜、NET）
- 「大忠臣蔵」（1971年1月5日 - 1971年12月28日、火曜、NET）※ 民放初の大河ドラマ。制作費が当時の金額で10億円だった超大作。
- 「魔の季節」（1971年2月21日 - 1971年2月28日、日曜、NHK）※ 1970年の同名銀河ドラマの再編集版
- 「寒橋」（1971年5月13日木曜、単発、NET）
- 「ちん・とん・しゃん（ちんとんしゃん）」（1971年7月15日 - 1971年9月30日、木曜、NET）
- 「戦艦陸奥 海底よりの帰還」（1971年8月15日、単発、山口放送〈KRY〉）※ ドキュメンタリー、横浜放送ライブラリに登録あり。
- 「二人の素浪人」（1972年、フジテレビ、原田隆司ほか）
- 「新・平家物語」（1972年1月2日 - 1972年12月24日、日曜、NHK総合）※ NHK大河ドラマ。テーマ曲は「源氏物語幻想交響絵巻」（1998年初演）の終曲としても使われた。
- 「新・だいこんの花」（1972年1月6日 - 1972年6月29日、木曜、NET）
- 「原生花園 アンラコロの歌」（1972年3月27日 - 1972年9月30日、ポーラテレビ小説 月曜から土曜、TBS）※ TBSテレビドラマ
- かあさんの四季（1972年10月4日 - 1973年9月26日、水曜、フジテレビ）
- HBC東芝日曜劇場（第829回）「田園交響楽（ジイドの田園交響楽）」（1972年10月29日、PM21:30-22:26、単発）
- 「だいこんの花（第3作目）」（1972年11月16日 - 1973年5月10日、木曜、NET）
- 「新・平家物語 総集編」（1972年12月30日 - 31日、NHK総合）※ NHK大河ドラマ
- 「恐怖劇場アンバランス（第1回）木乃伊の恋」（1973年1月8日、月曜、フジテレビ）※ 円谷特撮
- 「恐怖劇場アンバランス（第4回）仮面の墓場」（1973年1月29日、月曜、フジテレビ）
- 「恐怖劇場アンバランス（第5回）死骸を呼ぶ女」（1973年2月5日、月曜、フジテレビ）
- 「恐怖劇場アンバランス（第7回）夜が明けたら」（1973年2月19日、月曜、フジテレビ）
- 「国境のない伝記 クーデンホーフ家の人々」（1973年3月7日 - 3月28日、水曜、NHK総合）
- 「恐怖劇場アンバランス（第10回）サラリーマンの勲章」（1973年3月12日、月曜、フジテレビ）
- 「恐怖劇場アンバランス（第12回）墓場から呪いの手」（1973年3月26日、月曜、フジテレビ）
- 「恐怖劇場アンバランス（最終回（第13回））蜘蛛の女」（1973年4月2日、月曜、フジテレビ）
- 銀河テレビ小説No.11「波の塔」（1973年4月2日 - 5月11日、月曜から金曜、NHK総合）※ テレビドラマでシンセサイザーを初めて使用
- HBC東芝日曜劇場「ばんえい」のテーマ曲（1973年9月30日、日曜）横浜の放送ライブラリに登録あり。
- 「無宿侍」（1973年10月6日 - 1973年12月29日、フジテレビ）※ 時代劇
- 「唖侍 鬼一法眼」（1973年10月7日 - 1974年3月31日、日本テレビ）※ 時代劇
- 「天皇の世紀（第二部）」（1973年10月7日 - 1974年3月31日、全26話）朝日放送
- 銀河テレビ小説No.17「つらつら椿」（1973年11月5日 - 11月30日、月曜から金曜、NHK）
- HBC東芝日曜劇場「聖夜」（1973年12月16日）※ 横浜の放送ライブラリに登録あり。
- 「勝海舟」（1974年1月6日 - 1974年12月29日、NHK総合）※ NHK大河ドラマ
- 「幡随院長兵衛 お待ちなせぇ」（1974年4月5日 - 1974年10月4日、金曜、MBS）※ 時代劇
- 「だいこんの花（4作目）」（1974年9月5日 - 1975年3月27日、木曜、NET）
- HBC東芝日曜劇場「りんりんと」（1974年9月8日）※ 横浜の放送ライブラリに登録あり。
- 「座頭市物語」（1974年10月3日 - 1975年4月17日、フジテレビ）※ 時代劇
- ナショナルゴールデン劇場「七色とんがらし」（1976年5月20日 - 1976年10月7日、木曜、NETテレビ）
- 新・座頭市の第23話（1979年10月29日月曜日放送分）で使用された音楽の一部 ※ 音楽：村井邦彦、冨田勲、喜太郎「天界」
- 「怪盗鼠小僧といれずみ判官」（1981年4月24日、単発、フジテレビ）
- 「海峡」（1981年10月11日 - 1981年11月8日、NHK総合）
- NHK特集「アルビントフラー 第三の波」（1982年4月30日-5月6日、NHK総合）
- NHKドラマスペシャル「ビゴーを知っていますか」（1982年10月9日、単発、NHK総合）
- 「徳川家康」（1983年1月9日 - 1983年12月18日、NHK総合）
- 「徳川家康 総集編」（1983年12月25日 - 28日、NHK総合）
- NHK特集「ザ・デイ その日〜1995年・日本」（1985年4月1日 - 1986年4月1日、月曜、NHK総合）
- NHKドラマスペシャル「オアシスを求めて」（1985年10月26日、単発、NHK総合）※ SFドラマ
- NHK特集 ミツコ 〜二つの世紀末（1987年5月4日 - 同年6月1日まで毎週5回放送、NHK総合）
- 「日本・出会い旅 どんこ舟がゆく〜柳川旅情〜」（1989年4月3日、NHK総合）
- 「太郎の国の物語」（1989年10月11日 - 11月30日、NHK）※ NHKスペシャル トーク・ドキュメント・シリーズ、司馬遼太郎
- NHKスペシャル「大モンゴル」（1992年4月12日 - 1992年8月2日、全5話、NHK総合）
- 日中国交回復20周年記念 ザ・スクープスペシャル「決断」（1992年9月26日、テレビ朝日）※ ドキュメンタリー、横浜放送ライブラリに登録あり。
- 正月時代劇「風光る剣」（1997年1月1日、単発、NHK-BS）
- 正月時代劇「風光る剣〜八獄党秘聞」（1997年1月2日、単発、NHK）※ 前日に放送されたハイビジョン映像のNTSC版
- 「永遠のアトム・手塚治虫物語」（1999年4月15日、単発、TX）※ 1999年日本民間放送連盟賞優秀賞受賞作品。1999年度テレビ東京年間奨励賞受賞作品。横浜放送ライブラリに登録あり。
- NHK大型ドラマ 聖徳太子（2001年11月10日、単発、NHK総合）
- NHKスペシャル「アジア古都物語」シリーズ（2002年、NHK総合）
- 「徳川家康 総集編」（2003年1月5日、単発、NHK総合）

### 人形劇・特撮（テレビ番組）
- 宇宙船シリカ（1960年9月5日 - 1962年3月27日、NHK総合、モノクロ）[2]※ 竹田人形座のSF人形劇。原作：星新一
- 銀河少年隊（1963年4月8日 - 1965年3月31日、NHK総合、モノクロ）[2]※ 竹田人形座のSF人形劇に部分的に虫プロによるアニメーションを挿入した番組。原作：手塚治虫
- キャプテンウルトラ（1967年4月16日 - 9月24日、TBS、カラー）※ 東映が「宇宙特撮シリーズ」として制作した国産初の本格スペースオペラ作品。
- マイティジャック（1968年4月6日 - 6月29日、フジテレビ、カラー）※ 円谷プロダクションの特撮実写。番組を収録したDVD-BOXあり。サウンドトラックCD（vapミュージックファイル版は2枚、コロムビア版は1枚。元はLP?）あり。
- 「戦え！マイティジャック」（1968年7月6日 - 1968年12月28日、フジテレビ、カラー）※「マイティジャック」の続編（ただし、「戦え！マイティジャック」では音楽は冨田勲と宮内國郎。vapミュージックファイルは前述マイティジャックの続きとしたサントラCDを発売）
- 空中都市008（1969年4月7日 - 1970年4月3日、NHK総合、カラー）※ 竹田人形座のSF人形劇。原作：小松左京
- 恐怖劇場アンバランス（本編の第1, 4, 5, 7, 10, 12, 13話）（製作されたのは1969年であるが、テレビで放映されたのは1973年、フジテレビ、カラー）※ 円谷プロダクションの特撮を用いたホラードラマ。番組を収録したDVDあり。サウンドトラックCDあり。
- NHKドラマスペシャル「オアシスを求めて」（1985年10月26日、単発、NHK総合）※ 特撮を用いた宇宙SFドラマ

### 舞台劇、芝居、歌舞伎の音楽
- ひばり児童合唱団の子供オペレッタ「みにくいあひるの子」（米山正夫作/富田勲作曲）於読売ホール、クリスマス公演。指揮：冨田勲 演出：宮武昭夫・川久保潔（1954年（昭和29年））[40]
- ひばり児童合唱団の創立10周年記念公演（2日間）於第一生命ホール。子供オペレッタ「魔法の笛」（米山正夫作/冨田勲作曲）、子供オペレッタ「みにくいあひるの子」（1956年（昭和31年））[41]
- バレエ「火の鳥」/ 森下洋子（1976年、渋谷公会堂）4チャンネル音響
- 牧阿佐美バレエ団の創作バレエ「火の鳥」（音楽：冨田勲 台本：小幡章 演出振付：牧阿佐美）（1976年7月、郵便貯金ホール）4チャンネル音響
- 坂東玉三郎の舞台芝居「天守物語」於日生劇場（1977年（昭和52年）、原作：泉鏡花）※ RCA発売のLP2枚組アルバム「坂東玉三郎 天守物語」(RCA RVL-7103/4) があり（1977年12月16日の日生劇場での公演実況録音）
- 貝谷バレエ団定期公演、於帝国劇場（1977年10月28日PM6:00からの1回、10月29日はPM2:00からとPM6:00からの2回）で、冨田勲のシンセサイザー版の「惑星」に合わせたバレエが上演（演出・振付：貝谷八百子）。※ 他の演目はチャイコフスキー作曲「オーロラの結婚」。糸川英夫博士も出演。4チャンネル音響。
- 創作バレエ「スペース・ファンタジー、ダフニスとクロエ」（音楽：冨田勲 台本：小幡章 演出振付：牧阿佐美）牧阿佐美バレエ団（1980年6月、会場新宿文化センター）4チャンネル音響
- 坂東玉三郎・北大路欣也主演の舞台公演「黒蜥蜴」於新橋演舞場（11月特別公演、1984年11月2日 - 27日）（脚本：三島由紀夫 演出：栗山昌良 美術：金井俊一郎、石黒紀夫 照明：沢田祐二 音楽：冨田勲 効果：田村悳 衣裳：緒方規矩子 舞台監督：加藤三季夫 制作：寺川知男 出演：坂東玉三郎、北大路欣也、村上弘明、賀来千香子、菅原謙次、南美江ほか）※ 昭和59年度芸術祭参加
- 坂東玉三郎、草刈正雄主演の舞台公演「黒蜥蜴」於名古屋・中日劇場（1986年4月3日 - 26日）（脚本：三島由紀夫 演出：栗山昌良 美術：石黒紀夫、島川とおる 照明：服部基 音楽：冨田勲 効果：田村悳 衣裳：緒方規矩子 舞台監督：中川寿夫 制作：寺川知男 出演：坂東玉三郎、草刈正雄、村上弘明、賀来千香子、菅原謙次、南美江、ほか）
- 片岡孝夫・大地真央主演の舞台公演「むかしばなし羅因伝説」於新橋演舞場（1988年5月4日 - 6日と同年6月3日 - 28日）
- トミタ・サウンドクラウド・オペラ「ヘンゼルとグレーテル」（グリム童話「ヘンゼルとグレーテル」より、音楽：エンゲル・ベルト・フンパーディンク 台本：アーデルハイト・ウェッテ 企画・音楽監督：冨田勲 訳詞：山川啓介 演出：梶賀千賀子）主催Bunkamura、公演会場オーチャードホール（初演の公演期間1990年12月14日 - 16日、再演が同じ会場で翌年1991年12月13日から15日までと翌々年1992年12月12日から13日まで） ※「フンパーディンク／ヘンゼルとグレーテル」（VHS、発売日：1993年12月16日、発売元：BMG JAPAN、品番：BVVC-32、カラーステレオ、100分）LDもあり。
- 冨田勲追悼特別公演『冨田勲×初音ミク「ドクター・コッペリウス」』の「ドクター・コッペリウス」於東京・渋谷Bunkamuraオーチャードホール（2016年11月11日夜と12日昼夜の計3回上演）※ 完成前に没したため未完成作品
- 平成中村座姫路城公演（2023年5月3日 - 27日まで）の中で冨田勲音楽の天守物語が上演。

### アニメーション
- 「アラビアンナイト・シンドバッドの冒険」（1962年）（劇場用長編、制作：東映動画、カラー）[2]
- 「ビッグX」（1964年8月 - 1965年9月、TBS）（TVアニメーションシリーズ、モノクロ、制作：東京ムービーの前身と東京ムービー）[2]
- 「人魚」（1964年）（実験アニメーション、制作：虫プロ、カラー）（原曲はドビュッシーの「牧神の午後のための前奏曲」。編曲：冨田勲；ところが本人自身は本作品への関与を否定。）
- 「新宝島」（1965年1月3日、フジテレビ、制作：虫プロ、モノクロ）※ 毎月1時間枠放送を目指したTVアニメーションシリーズの企画「虫プロランド」の最初の作品として、結局本作1本だけが作られた。
- 「ガリバーの宇宙旅行」（劇場用長編、1965年、東映動画、カラー）
- 「ジャングル大帝」（1965年10月 - 1966年9月、フジテレビ、制作：虫プロ、カラー）
- 「戦え!オスパー」（1965年12月 - 1967年10月、日本テレビ、モノクロ）※ OPの映像と、OP、EDのレコードやソノシート媒体を除けば、今日まで本編はビデオ媒体で公開されておらず、再放送もされないため、実態が不明。
- 「新ジャングル大帝 進めレオ！」（1966年10月 - 1967年3月、フジテレビ、制作：虫プロ、カラー）（ただし、OPは作詞作曲：三木鶏郎で編曲：冨田勲。EDや本編の作曲は冨田勲）※ タイトル表記中の"新"はその後のジャングル大帝作品と紛らわしいためか、最近では省略されることが多い。
- 「展覧会の絵」（1966年11月11日）（虫プロの実験アニメーション、カラー、編曲：冨田勲）※ 原曲は作曲：ムソルグスキーで後のシンセサイザー演奏版とは別。また、現在市販されている版は初版から宗教的対立を風刺したエピソードがカットされている。
- 「ジャングル大帝」（1966年）（注：劇場版（テレビシリーズの再編集）制作：虫プロ、カラー）
- 「リボンの騎士（パイロット版）」（制作：虫プロ、カラー）※ 企画「虫プロランド」の1作品となることを想定して作られた1時間枠のパイロットフィルム
- 「リボンの騎士」（1967年4月 - 1968年4月、フジテレビ、制作：虫プロ、カラー）
- 「人のくらしの百万年 マニ・マニ・マーチ」（1968年12月19日）（劇場版、短編18分、カラー、製作：東映商事）※ 貯蓄増強中央委員会による企画の貯蓄を推奨する宣伝アニメーション映画。『東映ちびっこまつり』内で公開。
- 「おかしなおかしな星の国」（1968年、製作：東映商事、監督：芹川有吾 企画：貯蓄増強中央委員会、短篇アニメーション、20分、カラー）※ 短篇映画研究会の資料による。劇場公開はされずに公共施設で巡回上映された。
- 「どろろ（パイロット版）」（制作：虫プロ、カラー）※ TV版のパイロットフィルム
- 「どろろ」（放送途中で「どろろと百鬼丸」に改題）（1969年4月 - 9月、フジテレビ、制作：虫プロ、モノクロ）
- 「千夜一夜物語」（1969年）（劇場用長編アニメーション、制作：虫プロ、カラー）
- 「日本誕生」（1970年6月10日-1970年10月24日、30分枠、全5話、日本テレビ）※ テレビアニメーション、ドキュメンタリー
- 「クレオパトラ」（1970年）（劇場用長編アニメーション、制作：虫プロ、カラー）
- 「寄生虫の一夜 (The Midnight Parasites)」（1972年）（久里洋二の10分間の短編アートアニメーションの音楽（シンセサイザー演奏））※ 本フィルムは1973年オーバーハウゼン国際短編映画祭で銀賞受賞 ※ 日本で初めてBGMがシンセ演奏されたアニメである可能性。
- 「アニメ交響詩 ジャングル大帝」（1991年4月1日）※ LPレコード「交響詩ジャングル大帝」の音源に後で動画を付けたものでVHS版、DVD版など。製作：手塚プロダクション、販売：日本コロムビア、51分、カラー。
- 「劇場版 ジャングル大帝」（1997年）（劇場用長編オリジナルアニメーション）
- 「オサムとムサシ」（1994年4月25日公開、原作・監修：手塚眞 制作：手塚プロダクション、宝塚市立手塚治虫記念館内アトムビジョン映像ホール上映用のオリジナルアニメーション、18分間）※ 注：かつてVHSテープ収録版（品番：TZ-19940425）が同記念館で販売されていた。
- 「ブラック・ジャック ふたりの黒い医者」（2005年）（劇場用長編オリジナルアニメーション、100分）
- 「Dr.ピノコの森の冒険」（2005年）（上記本編作品の並映用（本編開始の前）のオリジナル短編アニメーション、7分）
- 「ジャングル大帝／本能寺の変」（京都手塚治虫ワールド300インチシアター上映用オリジナル短編アニメ作品）※ 作品中の音楽の旋律は冨田勲のものであり、さらに映像への音のシンクロも冨田方式であるが、クレジット表記が不明である。公開日などを含めて要調査。

他にも、パイロットフィルム等。

### ニュースのテーマ音楽
- ニュースブリッジ (NHK総合)
- ニュースセンター9時（1974年？、NHK総合）
- ニュースワイド（1983年4月 - 1986年4月 NHK総合）
- ニュース解説（1978年頃 NHK）
- 7時のニュース（1985年4月 - 1988年3月 NHK総合）
- フジテレビ系列
  - FNNニュースレポート6:00、5:30、23:00、23:30（テーマ曲、1978年10月 - 1984年3月）
  - FNNニュース（テーマ曲、1978年10月 - 1984年3月）
  - 産経テレニュースFNNテーマ

### その他の番組
- FM東京 新日鐵アワー・音楽の森 ※ 番組のオープニングは冨田勲編曲・シンセサイザー演奏の「アラベスク第1番」（ドビュッシー）、「鳥」第5曲「郭公」（レスピーギ）。本番組へのゲスト出演もあった。
- うたのえほん、おかあさんといっしょ (NHK総合)
- 教養特集（1956年 - 1978年、NHKラジオ第2→総合→教育）※ テーマ音楽
- きょうの料理（1957年11月 -、NHK総合・教育）※ テーマ音楽
- 幼児の時間（1960年7月 - 9月?、NHK（ラジオ番組）で、「ロケット君の冒険」（作：山中恒 曲：冨田勲）※ NHK放送台本が大阪府立 国際児童文学館（現：大阪府立 中央図書館 国際児童文学館に併合）の蔵書録に記載。
- きょうの健康（1967年4月 -、NHK教育）※ テーマ音楽(2002年度まで使われた。2017年4月 - 2019年3月は「きょうの健康50周年」として、エンディングに使用された。)
- 1968年の西ドイツ・日本 (TBS)・フランス・カナダの4か国合作のテレビシリーズ Polizeifunk ruft の第2話
- ラジオ番組「日産 なるほどステーション」※ 1980年頃、アルバム月の光からゴリウォーグのケークウォークが使われていたという（要確認）。
- みんなのせかい（1972年4月11日 - 1985年3月、NHK教育）※ テーマ音楽。新旧の2バージョンあり。幼稚園児・保育園児向け自然科学分野番組。
- NHK-FM番組サウンドオブポップス「日本のトップアーチスト 冨田勲」（1980年7月21日－25日、再放送1980年12月1日 - 5日）※ SF作家小松左京との対談形式でシンセサイザー作品を紹介。毎話45分枠で5日間にわたって放送された。
- 訪問インタビュー（1982年 - 1985年、NHK教育、月曜 - 木曜の21:25 - 21:45枠）- テーマ音楽は原曲：J.S.バッハ 2声のインヴェンション第13番イ短調 BWV.784のシンセサイザー演奏
- NHKスペシャル「太郎の国の物語」（1989年、NHK総合）
- 大モンゴル（1992年、NHK）
- 街道をゆく（1997年 - 2000年、NHK）- NHKスペシャル版・教育テレビ版とも ※ 番組を収録したDVD-BOXあり。
  - 第1シリーズ（1997年10月 - 1998年3月、NHK総合、NHKスペシャル、毎月1回放送、毎回50分枠）
  - 第2シリーズ（1998年10月 - 1999年3月、NHK総合、NHKスペシャル、毎月1回放送、毎回50分枠）
  - 第3シリーズ（1999年 4月 - 2000年3月、NHK教育、毎週放送、毎回30分枠）
- 「永遠のアトム 手塚治虫物語」（1999年4月15日 21:02-23:48、単発、テレビ東京開局35周年記念番組）
- NHKスペシャル「アジア古都物語」（2002年、NHK総合）
  - 第1集「路地裏にいきづく皇都〜中国・北京〜」（2002年1月20日 AM0:00から）
  - 第2集「生と死を見つめる聖地〜インド・ベナレス〜」（2002年2月17日 0:00から）
  - 第3集「王と民が支える平和の都〜インドネシア・ジョグジャカルタ〜」（2002年3月24日 AM0:00から）
  - 第4集「女神と生きる天空の都〜ネパール・カトマンズ〜」（2002年4月21日 AM0:00から）
  - 第5集「楽園を夢みる王都〜イラン イスファハン〜」（2002年5月19日 AM0:00から）
  - 第6集「千年の水脈たたえる都〜日本 京都〜」（2002年6月23日 AM0:00から）
- あの人に会いたい（2004年 - 2008年、NHK総合）
- NHKスペシャル「復活〜山田洋次・SLを撮る〜」（2011年、NHK総合）
- プレミアムシアターの新テーマ曲（2014年4月14日放送分から）※（作曲：冨田勲 トランペット：本間千也 ハープシコード：中野振一郎 弦楽合奏：東京フィルハーモニー交響楽団 指揮：大友直人、収録3月31日、東京渋谷NHK、509スタジオ）

### 追悼の記事や放送番組など
※カッコ内に記した時刻は番組の放送時刻。
- 2016年5月8日：日本の新聞、ラジオ、テレビ、各社が逝去を報じる[訃報 5][訃報 6][訃報 7][訃報 8]。84歳没。倒れる1時間前までレコード会社の担当者と同年11月11日初演予定の新作の交響曲『ドクター・コッペリウス』についての打ち合わせを行っていた[訃報 9]（遺された楽譜と芝居の構想に基づいて完成させたものが上演された）。葬儀は5月7日、8日に近親者だけで執り行われ、6月15日にお別れの会が青山葬儀所で神道形式で営まれて800人が参列した。諡（）は冨田勲大人命（）[訃報 10]。
- 2016年5月10日：米国Los Angeles Times記事："The Japanese godfather of synthesizers who influenced Stevie Wonder has died"．[42]
- 2016年5月11日：米国New York Times記事："Isao Tomita Dies at 84; Combined Electronic and Classical Music"．[43] ※ 印刷版は2016年5月13日付、ページB14、記事見出"Isao Tomita 84; Combined Classical and Electronic Music"．
- 2016年5月16日：「冨田勲があこがれた3人」週刊誌アエラ（2016年5月23日号、No.22））p.63｡
- 2016年5月27日：NHK-FMで「未来を走り続けた冨田勲の音世界」（14:00 - 18:00）※ 吉松隆、藤岡幸夫ほか
- 2016年5月29日：NHK EテレでETV特集「音で描く賢治の宇宙〜冨田勲×初音ミク 異次元コラボ〜」（0:50-1:49。2013年2月3日放送分の再放送）※ 28日深夜
- 2016年5月29日：NHK総合でNHKアーカイブス「理想の音を追い求めて～冨田勲さんを偲ぶ～」（13:50 - 14:55）※ 番組内にNHK特集「冨田勲の世界～ドナウ川・光と星のコンサート」（1984年11月18日放送）を含む。
- 2016年5月29日：AIR-G'FM北海道で「TOMITA universe」（19:00 - 20:00）
- 2016年5月29日：NHK BSプレミアムで「宇宙を奏でた作曲家〜冨田勲 84年の軌跡〜」（22:50 - 24:00）※ 冨田勲の音楽の軌跡をたどる。※ 絶命3時間前の打ち合わせの音声録音も含む。
- 2016年6月10日：「キーボード・マガジン」2016年7月号 SUMMER キース・エマーソン追悼特集（発行：リットーミュージック）のpp.192-193に見開きで冨田勲の追憶写真。
- 冨田勝：「追悼 父・冨田勲は親バカでした」文藝春秋 2016年7月号（2016年6月10日発売）、頁364-369。
- 2016年6月15日：「冨田勲氏 お別れの会」（東京都青山葬儀場）
- 2016年7月4日：DOMMUNE 冨田勲追悼24時間プログラム「SYMPHONY for ISAO TOMITA 24HOURS」[44] ※ 過去のストリーミング配信の再配信他
  - 第1章：2016年7月4日（19:00 - 24:00）
  - 第2章：2016年7月5日（20:00 - 24:00）
  - 第3章：2016年7月6日（21:00 - 24:00）
  - 第4章：2016年7月11日（21:00 - 24:00）
  - 第5章：2016年7月12日（20:00 - 24:00）
  - 第6章：2016年7月13日（20:00 - 24:00） ※ 左記の予定であったが、事情により第6章の配信は延期（事実上の中止か?）となる。
- 「追憶 冨田勳」（文：前島秀国）CD Journal 2016年7月号 pp.28-29。
- 2016年7月4日：BS Japan (7ch) 番組「エンター・ザ・ミュージック」（23:00 - 23:30）で『冨田勲・追憶特集』
- 2016年7月7日：テレビ朝日「徹子の部屋」（12:00 - 12:30）で『追悼特集（1) 野坂昭如さん江戸家猫八さん他』の中で取り上げられる。
- 2016年7月9日：NHK総合「NHK映像ファイル あの人に会いたい」（5:40 - 5:50）の第476回で『冨田勲（作曲家・シンセサイザー奏者）』（国際放送はNHKワールドプレミアムで2016年7月14日放送（深夜27:15 - 27:25））
- 2016年7月24日：テレビ朝日「題名のない音楽会」（9:00 - 9:30）で『冨田勲の音楽会』※（公開収録は6月30日、於昭和女子大学人見記念講堂）演奏：藤原道山、初音ミク、ことぶき光、本間千也、藤岡幸夫、東京シティ・フィルハーモニック管弦楽団 他
- 2016年8月27日：NHK-FM「クラシックの迷宮 - 作曲家 冨田勲さんをしのんで - 」（21:00 - 22:00）
- 2016年9月10日：「キーボード・マガジン 2016年10月号 AUTUMN」”冨田勲追悼企画、特集：シンセサイザーに魅入られた音の探究者”リットーミュージック（※同日発行）
- 2016年10月26日：「ドクター・コッペリウス 制作発表記者会見」（於：東京四谷・JFICホール「さくら」）[45]
- 2016年11月4日 - 6日：「TOMITA MEMORIAL MUSEUM」（東京ビッグサイトに於ける楽器フェア2016内での「SYNTH FEST 16」の特別展示と解説セッション）
- 2016年11月8日：冨田勲の追悼対談 宇川直宏×松山晋也が振り返るその偉大な功績[46]
- 2016年11月25日：「アクアスフィアのメロディは永遠に － 音楽家・冨田勲のディズニー世界」講談社の雑誌「ディズニーファン」2017年01月号 [ディズニー・アカデミー第68回記事] pp.91-93。
- 2016年12月17日：NHK総合『NEXT 未来のために」（17:30 - 18:00）で冨田勲「ドクターコッペリウス」の公演制作までのドキュメンタリー「ミクとかなでる先生の夢〜冨田勲 ラストコンサート〜」を放映（再放送は2016年12月20日の1:30-2:00）。
- 2016年12月30日：NHK-FM『3人の作曲家が遺（）したもの〜今年急逝した冨田勲とNHK草創期〜』（14:00 - 15:50） ※ 音楽を担当したラジオ番組「倉庫番のケンちゃんの耳の冒険」をノーカットで放送。
- 2016年12月31日：NHK総合『耳をすませば』第3回で「明日のチカラを信じて～永六輔（放送作家）・冨田勲（作曲家）」を放送（6:25 - 6:54）。
- 2017年1月20日：NHK WORLD「NEWSROOM TOKYO」（20:00 - 20:45）でドクターコッペリウスが紹介された（世界向け英語放送）。※ 左記の放送予定日からずれて前倒しで放送されたと思われる（米国大統領の就任式と重なったためであろうか）。
- 2017年1月27日：NHK BSプレミアムで追悼番組『宇宙を奏でた作曲家〜冨田勲 84年の軌跡〜」を再放送（14:50 -17:00）。※ 前年の2016年5月29日に放送された番組の再放送。
- 2017年1月29日：NHK-BSで『ドクター・コッペリウス featuring 初音ミク〜冨田勲 追悼コンサート〜』を放送（23:00 - 24:00）。初演の収録映像を完全放送。
- 2017年7月1日 - 10月23日：宝塚市立手塚治虫記念館第71回企画展、冨田勲生誕85周年・初音ミク10周年記念企画「初音ミク×手塚治虫展 － 冨田勲が繋いだ世界 －」
- 2018年5月5日：NHK総合テレビ、NHK映像ファイル あの人に会いたい「冨田勲（作曲家・シンセサイザー奏者）」（5:40 - 5:50。2016年7月9日に放送された第476回分を命日に再放送）
- 2018年9月15日：第1回冨田勲研究会を開催（15:00 - 17:00）。
- 2018年9月17日：「冨田勲メモリアルコンサート〜特撮・アニメ・映画音楽特集〜』 東京国際フォーラム ホールCで開催（15:00 - 17:15）。 指揮：藤岡幸夫、監修協力：樋口尚文
- 2018年11月10日：BSテレビ東京『エンター・ザ・ミュージック』で「冨田勲特集 第5弾」（2018年11月10日放送）※ 2018年9月17日の冨田勲メモリアルコンサートのダイジェストなど
- 2019年12月3日 - 15日：国立科学博物館（東京・上野公園）で開催された「電子楽器100年展」において冨田勲の業績等が展示紹介された[47]。
- 2021年11月3日：シンポジウム「冨田勲の人、仕事、時代」（16:00 - 18:30）[48]。 主催：慶應義塾アート・センター、於：慶應義塾大学三田キャンパス・北館ホール。
- 2022年12月2日：第2回冨田勲シンポジウム「初音ミクと『イーハトーヴ交響曲』mind of universeに向けて」（19:00 - 21：30）。 主催：慶應義塾大学アート・センター、於：慶應義塾三田キャンパス・東館G-Lab。
- 2025年2月26日：第3回冨田勲シンポジウム：「源氏物語幻想交響絵巻」を語る。於：慶応義塾大学三田キャンパス西校舎（PM18:00-19:45）。

### 映画音楽（劇場用）
以下の劇場用の映画音楽のリストは、概ね一般社団法人日本映画製作者連盟の「映連データベース」を基に作成した。日本映画データベースも参照。
- 「地獄の午前二時」（1958年）[2]
- 「母と拳銃」（1958年）[2]
- 警視庁物語シリーズ（1959年 - 1962年）
  - 「顔のない女」（1959年2月18日）、「一〇八号車」（1959年6月9日）、「遺留品なし」（1959年9月15日）、「不在証明」（1961年1月26日）、「十五才の女」（1961年2月1日）、「謎の赤電話」（1962年6月24日）「19号埋立地」（1962年7月29日）
- 「漂流死体」（1959年5月13日、85分、モノクロ、シネマスコープ、東映、映倫番号：11198）
- 「黒い指の男」（1959年2月、73分、モノクロ、シネマスコープ、東映）
- 「激闘」（1959年）
- 「悪魔の札束」（1960年）
- 「モーガン警部と謎の男」（1961年）
- 「男の血潮がこだまする」（1961年）
- 「アラビアンナイト シンドバッドの冒険」（1962年）（東映動画の劇場用長編アニメーション映画、カラー）
- 「狼と豚と人間」（1964年）[2]
- 「おんな番外地 鎖の牝犬」（1965年）
- 「ガリバーの宇宙旅行」（1965年）（東映動画の劇場用長編アニメーション映画、カラー）
- 「飢餓海峡」（1965年）[2]
- 「脅迫（）」（1966年）（東映、公開1966年2月17日、84分）
- 「続 おんな番外地」（1966年）
- 「北海の暴れ竜」（1966年）※「映連データベース」の記載内容による。しかし、同作品のDVD版（2013年7月12日発売）での音楽は「小杉太一郎」と記載されているとの指摘があり（詳細要調査）。
- 「ジャングル大帝」（1966年）（虫プロダクションのテレビアニメーションシリーズの映画館での上映用再編集版、カラー）
- 「解散式」（1967年）
- 「キャプテンウルトラ」（1967年）（東映のテレビSF特撮シリーズの映画館上映用再編集版）
- 「不信のとき」（1968年）
- 「人のくらしの百万年 マニ・マニ・マーチ」（公開1968年12月19日、劇場用短編アニメーション映画、製作：東映動画 企画：貯蓄増強中央委員会、18分、カラー）※ 1968年『東映ちびっこまつり』の中で公開（映画製作は1967年）
- 「兵隊極道」（1968年）
- 「怪猫呪いの沼」（1968年）
- 「帰って来た極道」（1968年）
- 「黒蜥蜴」（製作・配給：松竹、1968年8月14日封切、カラー1時間26分。監督：深作欣二 原作戯曲：三島由紀夫 脚本：成沢昌茂、深作欣二 音楽：冨田勳）[2]
- 「極悪坊主 人斬り数え唄」（東映、1968年11月30日公開、カラー、シネマスコープ）
- 「前科者」（1968年）
- 「博徒解散式」（1968年）
- 「前科者 縄張り荒し」（1969年）
- 「極悪坊主 念仏人斬り旅」（東映、1969年6月14日公開、カラー、シネマスコープ）
- 「ごろつき部隊」（1969年）（注：音楽は「映連データベース」によれば津島利章だが、「Allchinema Movie & DVD Database」によれば冨田勳である。要解明。）
- 「旅に出た極道」（1969年）
- 「日本暗殺秘録」（1969年）
- 「千夜一夜物語」（1969年）（虫プロダクションの劇場用長編アニメーション映画、カラー）
- 「喜劇 男売ります」（1970年）
- 「クレオパトラ」（1970年）（虫プロダクションの劇場用長編アニメーション映画、カラー）
- 「座頭市あばれ火祭」（1970年）※ 映画ポスター等には「火祭り」と送り仮名"り"が付いている。
- 「戦後秘話 宝石略奪」（1970年）
- 「新座頭市・破れ!唐人剣」（1971年）
- 「初笑いびっくり武士道」（1972年）※ 既にシンセサイザーを使用している。
- 「御用牙 かみそり半蔵地獄責め」（1973年）
- 「しなの川」（1973年）
- 「悪名 縄張荒らし」（1974年）
- 「ノストラダムスの大予言」（1974年）[1][2]
- 「夜叉ヶ池」（1979年）[2]
- 「サン・ソレイユ」（原題：San Soleil、監督：クリス・マイケル、製作国：フランス、1982年）※ ムソルグスキーの「サンレス」という連作歌曲を冨田勲が演奏。
- 「風の又三郎 〜ガラスのマント」（1989年）
- 学校シリーズ（1993年 - 2000年）[2]
  - 「学校」（1993年）、「学校 II」（1996年）、「学校III」（1998年）、「十五才 -学校IV-」（2000年）
- 「ジャングル大帝 劇場版」（1997年）（注：オリジナル劇場用長編アニメーション映画）
- 「千年の恋 ひかる源氏物語」（2001年）
- 「たそがれ清兵衛」（2002年）
- 「隠し剣 鬼の爪」（2004年）
- 「ブラック・ジャック ふたりの黒い医者」（2005年）（劇場用長編アニメーション映画）
- 「Dr.ピノコの森の冒険」（2005年）（上記「ふたりの黒い医者」と並映用のオリジナル短編アニメーション映画）
- 「武士の一分」（2006年）
- 「母べえ」（2008年）
- 「おとうと」（2010年）
- 「おかえり、はやぶさ」（2012年）[2]※ 最後の劇場用映画音楽の担当作品

### 映画音楽（劇場用以外の主に短編映画等）
以下のリスト中の多くは、公益社団法人映像文化製作者連盟（映文連）の「作品登録」データベースから採録。
- 「人魚」（1964年、虫プロダクションの短編の実験アニメーション映画、カラー作品）※ 手塚治虫ファンクラブの冨田勲へのインタビュー記事（手塚ファンmagazine Vol.152）中では編曲作業への関与を否定している。手塚ファンmagazine Vol.153の記載では、田代敦巳に尋ねたところ、手塚治虫の指示で音楽はレコードから録ったものであるという。ただしレコードは特定できずなど、この件に関しては謎が残る。
- 「展覧会の絵」（1966年、虫プロダクションの実験アニメーション映画、35ミリ、カラー作品、34分）※ 映文連登録番号2971
- 「シェル70年」（1968年、企画：シェル石油、製作：インターナショナル映画、35ミリ、34分）※ 映文連登録番号3917
- 「おかしなおかしな星の国」（1968年、企画：貯蓄増強中央委員会 製作：東映商事 監督：芹川有吾、短篇アニメーション、35ミリ、20分、カラー作品）※ 短篇映画研究会の資料による。劇場公開はされずに公共施設で巡回上映された。※ 映文連登録番号3944
- 「JAPAN ON WHEELS - 日本の姿」（1969年、企画：日本貿易振興会 製作：インターナショナル映画、16ミリ、27分）※ 映文連登録番号4416
- 「タイムマップ」（1969年、企画：日本航空 製作：日本シネセル 監督：丹生有紀、35ミリ、30分（28分と記載されている資料あり）、カラー）※ 映文連登録番号4551＋短篇映画研究会の資料などによる。
- 「宮殿」（1969年、製作：毎日映画社、35ミリ、25分）※ 映文連登録番号4601
- 「アルプスにダムができた」（1969年、製作：鹿島映画 監督：池田元嘉、33分、おそらくカラー作品）※ 短篇映画研究会の資料による。株式会社カジマビジョンからDV-CAM ※ 1970年の総集編”アルプスにダムができた”との違いは不明。
- 「創造の空間 - EXPO'70」（1970年、企画：竹中工務店 製作：日本映画新社、35ミリ、46分）※ 映文連登録番号4764
- 「海を拓く」（1970年、企画：日本水産 製作：真珠社、16ミリ、42分）※ 映文連登録番号4777
- 「衣粧美 - ファッションリーダーをめざす」（1970年、企画：鐘淵紡績 製作：東邦シネマプロダクション、16ミリ、32分）※ 映文連登録番号4912
- 「総集編 “アルプスにダムができた”」（1970年、企画：鹿島建設 製作：カジマビジョン、35ミリ、35分）※ 映文連登録番号4977
- 「日本万国博と電通」（1970年、企画：電通 製作：電通映画社、35ミリ、25分）※ 映文連登録番号5046
- 「ひかりの祭典 - 万国博の照明」（1970年、企画：東京芝浦電気 製作：岩波映画製作所、35ミリ、20分）※ 映文連登録番号5060
- 「ロープ＆ロープ」（1971年、企画：東京製綱 製作：電通映画社、16ミリ、16分）※ 映文連登録番号5180
- 「リンパを探る - 生命の流れ第3集」（1971年、企画：第一製薬、製作：電通映画社、35ミリ、25分）※ 映文連登録番号5272
- THCHNOLOGY AD INFINITUM - NATIONAL PANASONIC TV（1971年、企画：松下電器、製作：電通映画社、35ミリ、16分）※ 映文連登録番号5342
- 「日本の冬」（1971年、企画：国際観光振興会 製作：桜映画社、35ミリ、17分）※ 映文連登録番号5362
- 「若者の讃歌 - 21世紀への10000日」（1971年、企画：近畿大学 製作：松山善三プロ（メイスン）、35ミリ、31分）※ 映文連登録番号5485
- 「マイカートヨタ」（1971年、企画：トヨタ自動車工業 製作：日本リクルート映画社、35ミリ、26分）※ 映文連登録番号5519
- 「オーストラリアと日本」（1971年、企画：JETRO 製作：東京中央プロダクション、16ミリ、27分）※ 映文連登録番号5537
- 「オーストラリア - 東経135度上の隣人」（1971年、製作：東京中央プロダクション、16ミリ、20分）※ 映文連登録番号5538
- 「ももっ子太郎 - 日本の古い民話から」（1971年、製作：東京中央プロダクション、35ミリ、17分）※ 映文連登録番号5539
- 「青函の四季 - 青森と函館」（1971年、企画：青森市＋函館市 製作：北海道放送映画、35ミリ、30分）※ 映文連登録番号5930
- 「天皇皇后両陛下 ヨーロッパご訪問の旅」（1972年、企画：宮内庁 製作：毎日映画社、35ミリ、40分）※ 映文連登録番号5693
- 「健根信」（1972年、企画：電通 製作：電通映画社、35ミリ、58分）※ 映文連登録番号5868
- 「海と太陽の島 - おきなわ」（1972年、企画：大林組 製作：学習研究社映像・ソフト局、35ミリ、28分）※ 映文連登録番号5896
- 「聖火燃ゆるかげに - 札幌オリンピック作戦」（1972年、企画：防衛庁 製作：北海道放送映画、35ミリ、40分）※ 映文連登録番号5938
- 「信頼と責任」（1972年、企画：松下電器 製作：電通映画社、35ミリ、22分）※ 映文連登録番号6080
- 「クリーンエネルギーLNG」（1972年、企画：大阪ガス 製作：電通映画社、16ミリ、14分）※ 映文連登録番号6088
- 「水の科学」（1972年、企画：日立製作所 製作：映像プロ、16ミリ、21分、監督：杉山正美）※ 映文連登録番号6118
- 「開発指令634ホンダ・シビック開発の記録」（1972年、企画：本田技研工業 製作：東映CM、16ミリ、23分）※ 映文連登録番号6159
- 「大漁ヤマハ漁船」（1972年、企画：ヤマハ発動機 製作：電通映画社、35ミリ、25分）※ 映文連登録番号6327
- 「躍進ヤマハ」（1972年、企画：ヤマハ発動機 製作：電通映画社、35ミリ、37分）※ 映文連登録番号6329
- 「玄海にたつ巨塔 - 玄海原子力発電所」（1973年、企画：九州電力 製作：カジマビジョン、35ミリ映画、23分）※ 映文連登録番号6276
- CHALLENGE TO 5, 18（1973年、企画：松下電器産業海外宣伝部 製作：電通映画社、35ミリ、17分）※ 映文連登録番号6529
- 「水のある沙漠 イラン」（1973年、企画：鹿島建設 製作：カジマビジョン、16ミリ、監督：岩佐氏寿 補監督：砂川孝夫、37分、カラー）※ 映文連登録番号6660
- 「新時代の製鉄所」（1973年、企画：川崎製鉄 製作：岩波映画製作所、35ミリ、29分）※ 映文連登録番号7036
- 「人類の未来を見つめて」（1974年、企画：笹倉機械製作所 製作：電通映画社、16ミリ、21分）※ 映文連登録番号6844
- 「人間環境を考える」（1974年、企画：笹倉機械製作所 製作：電通映画社、16ミリ、18分）※ 映文連登録番号6880
- 「オサムとムサシ」（1994年4月25日公開、製作：手塚プロダクション、宝塚市立手塚治虫記念館内での上映用 オリジナルアニメーション、カラー、18分）※ かつてVHSテープ（品番：TZ-19940425）が記念館内で売られていた。映像と音のシンクロ。台詞は文字のみ。

### 歌謡曲
- 「雨の砂場」（1955年7月、作詞：南沢純三、NHKラジオ歌謡）
- 「風の言葉」（1956年、作詞：野村俊夫、NHKラジオ歌謡）
- 「高原の駅で」大阪ABCラジオ「ABCホームソング」（1957年3月放送）（作詞：安西冬衛、歌：楠トシエ）
- 「ハイビスカスの花」（1958年5月、作詞：江間章子、NHKラジオ歌謡）
- 「ゆく秋の唄」（1958年11月、作詞：小出ふみ子、NHKラジオ歌謡）
- 「長崎の鐘」（作詞：サトウハチロー 作曲：古関裕而 唄：藤山一郎の1959年版のレコードの編曲は冨田勲）
- 「小川の夏」（1959年6月、作詞：若山かほる、NHKラジオ歌謡）
- 「今は秋」（1959年9月、作詞：若谷和子、NHKラジオ歌謡）
- 「春になったら」（1960年2月、作詞：若谷和子 唄：荒井恵子、NHKラジオ歌謡）
- 「雪の山に祈る」（1960年、作詞：小藤田千栄子、NHKラジオ歌謡）
- 「駆け出した春」（1961年、作詞：堤かおる、NHKラジオ歌謡）
- 「森から来た娘」（1961年、作詞：横井弘、NHKラジオ歌謡）
- 「小さな物語」（1961年、作詞：上杉凉子、NHKラジオ歌謡）
- 「山の椿」（1962年、作詞：宮沢章二、NHKラジオ歌謡）
- 「ひとりぼっちの姫のうた」（作詞：米山正夫 作曲：冨田勲 唄：真理ヨシコ）※ 東映動画制作劇場用長編アニメーション映画『アラビアンナイト・シンドバッドの冒険』（1962年）より
  - （劇中歌としては「重い積み荷のうた」「いかりを上げろのうた」「行こうよみんなのうた」「トルコの王様のうた」「不思議なギターのうた」も）
- 「警視303」(1963年、作詞：ふじと‧たかし、唄：若山彰、ザ・エコーズ）※ 日本コロムビアSA-1057、EP※ NETテレビ「特別機動捜査隊」挿入歌
- 「銀色のバレエ」（作詞：有田めぐむ（星野哲郎）歌：高石かつ枝、1964年）
- 「白いボール」（1965年5月、作詞：鶴見正夫 唄：王貞治、本間千代子 演奏：コロムビア吹奏楽団）※ 日本コロムビアSC171、EP ※ 当初は長嶋茂雄が歌う予定であったとされる。
- 「遊園地のうた」（1965年 唄：本間千代子、高橋元太郎）※ 東映動画の劇場用長編アニメーション作品「ガリバーの宇宙旅行」より
- 「君の夢僕の夢」（作詞：佐藤澄江 歌：山田太郎、1965年2月15日発売、日本クラウン CRMEG-10038）
- 「戦え!オスパー」（TVアニメーションシリーズ「戦え!オスパー」の主題歌。1965年、作詞：寺山修司 作曲：冨田勲 歌：山田太郎）
- 「ユミのうた」（「戦え!オスパー」のエンディングテーマ。1965年、作詞：寺山修司 作曲：冨田勲 歌：東山明美）
- 「レオのうた」（TVアニメーションシリーズ「ジャングル大帝」（虫プロ版）のエンディングテーマ。1965年 作詞：辻真先 唄：弘田三枝子）
- 「宇宙マーチ」（SF特撮TVシリーズ「キャプテンウルトラ」のエンディングテーマ。1967年 作詞：長田紀生）※ TV放映時に本曲は内閣総理大臣賞受賞
- 「影を追う男」（1969年 作詞：すぎのりひこ 唄：高城丈二 ※『プロファイター』主題歌）
- 「クレオパトラの涙」（1970年 作詞：中山千夏 唄：由紀さおり ※ 虫プロ成人用劇場長編アニメーション＝アニメラマの作品『クレオパトラ』の主題歌
- 「坂道の教会」（1971年 作詞：八坂裕子 唄：西郷輝彦）
- 「私は月には行かないだろう」(1971年4月1日 作詞：大岡信、作曲:小室等 唄：小室等 編曲※大岡信の詩に曲を付けた作品でシングル「雨が空から降れば」B面
- 「晴れてる日に」（作詞：阿久悠 作曲：冨田勲 唄：チェリッシュ）※ フジテレビのホームドラマ番組「かあさんの四季」（1972年10月4日 - 1973年9月 26日）の主題歌
- 「パーティー」（1973年 作詞：八坂裕子 唄：朱里エイコ）
- 「アフリカ象とインド象」（作曲：冨田勲 唄：朱里エイコ）
- 「孤独におわれて」（1973年 作詞：安井かずみ 唄：勝新太郎 ※『唖侍 鬼一法眼』主題歌）
- 「駅 最後の421列車」（作・朗読：石坂浩二 作曲：冨田勲 ワーナーパイオニア 1976年4月発売）
- 「やめるわけにゃいかないわ」（作詞：矢野顕子、1978年）※ これは「新日本紀行」のテーマ曲を変形したもので、一種の編曲である。
- 「お嫁さん」（作詞・作曲：冨田勝 編曲：槌田靖識 伴奏：冨田勲 1981年8月）
- 「20回目の結婚記念日」（作詞・作曲：冨田勝 編曲：槌田靖識 伴奏：冨田勲、1981年8月）
- 「十羽の烏」（作詞：内村直也）
- 「おー！岡崎」（作詞：服部洋子）
- 『海軍特別攻撃隊「遺書」』（特攻隊の遺書朗読、音楽：冨田勲 演奏：クラウン・オーケストラ）
- 「朝日若の歌」（作詞：中村文子）

### 童謡
- 赤ずきん<学芸会・お遊戯用曲>（作詞：武鹿悦子）
- 雨のうた（詩：薩摩忠）楽譜は薩摩忠著「緑の子守唄：薩摩忠うたの詩集」音楽之友社、1965年9月に収録
- 雨の砂場（作詞：南沢純三、原曲歌唱：伊藤京子）、1955年7月4日〜7月8日の4日間にNHKラジオ歌謡で放送。CD8枚組「ＮＨＫオリジナル放送音源による『甦る！ ＮＨＫラジオ歌謡』」、日本コロムビア、品番：NHKC-16011-16018（発売：2016年11月15日）に収録。
- いたずらどけい（作詞：大村主計）
- いまは秋（作詞：若谷和子）※「空気がうまい サトウハチローと木曜会・ホームソング集」音楽之友社 (1965) に収録
- うさぎさんがきてね（作詞：まど・みちお）※ 日本童謡名歌110曲集2に収録
- うたのえほん（オープニング・テーマ）（作詞：サトウ・ハチロー）NHK-TV（キング '66 SKK (H) 263）
- えんとつ（神沢利子、冨田勲、せおたろう）小学館刊行の月刊雑誌「よいこ」1959年12月号 p.40に収録 ※ 国会図書館資料検索の情報による。（せおたろうは画家）
- おいでよピーターパン（作詞：浅野碧 歌：土屋道典、ゆりかご会）※ 詳細不明、CD「コクミンHits 少年探偵団～懐かしのラジオ・テレビテーマ」（日本コロムビア、COCP-34855）に収録
- おうま（作詞：戸倉ハル 歌：本間千代子）
- NHKおかあさんといっしょ（オープニングテーマ）（CDアルバム：「NHKおかあさんといっしょ 40年の300曲」1999年に収録のもの）
- お月さまの見た話（作詞：武鹿悦子）楽譜が日本こどもの歌名曲集 松田トシ、長田暁二編 全音楽譜出版社、1962年に収録
- おへやの体操
- かいものかごさん（作詞：田中ナナ）
- 駈け出した春（詩：薩摩忠）楽譜は薩摩忠著「緑の子守唄：薩摩忠うたの詩集」音楽之友社、1965年9月に収録
- かっこちゃんのうた（作詞：飯沢匡 作曲：冨田勲）※ 月刊「キンダーブック 観察絵本」フレーベル館、1959年11月。国会図書館検索情報による。
- 木のぼり小僧（作詞：サトウ・ハチロー）※ 木のぼり小僧に収録
- 草原（）NHKきょうのうたより（作詞：西條八十 歌：眞理ヨシコ）
- くまのこヤッホー（作詞：さとう・よしみ）※ ドレミPhone☆たのしい音楽教室☆4月の教室（ことばから音楽への導入）千趣会 (SENSHUKAI SKS 1104)（1969年4月1日創刊の記載あり）本文に楽譜、レコードB面に曲が収録。※ 最新こどものうた名曲選
- こおろぎ（作詞：野田しげみ）
- こおろぎ（作詞：阪田寛夫）（上と同じ?）
- ごむのわのびろ（作詞：阪田寛夫、NHK「おかあさんといっしょ」より）児童合唱 ※ 最新こどものうた名曲選
- ころころ ごろん（作詞：中山知子 作曲：冨田勲）※ ドレミPhone☆たのしい音楽教室☆12月の教室（子どものミュージカル）千趣会 (SENSHUKAI SKS 1112) 本文に楽譜、レコードB面に曲が収録。
- 「童謡：小熊のポコちゃん」（作詞：西條八十 作曲：冨田勲 唄：安田祥子、ひばり合唱団、日本コロムビアレコード（SP,78rpm,25cm, おそらくA面）、1953年7月、商品番号：C194、3分7秒）※ 国会図書館「れきおん」に登録あり。
- さかなとさかな（作詞：鶴見正夫）※ 楽譜は6の会編「すてきな66のうた：ラジオ・テレビ・絵本の」カワイ楽譜、1965年1月に収録
- 三色すみれ（詩：薩摩忠）楽譜は薩摩忠著「緑の子守唄：薩摩忠うたの詩集」音楽之友社、1965年9月に収録
- サンドイッチのうた（作詞：牧野朝子）
- ジェット機（詩：薩摩忠）楽譜は薩摩忠著「緑の子守唄：薩摩忠うたの詩集」音楽之友社、1965年9月に収録
- 「じてんしゃ」（作詞：サトウ・ハチロー 作曲：冨田勲 歌：本間千代子、日本コロムビア、品番：C-402B、1956年9月）
- しょうねんとこだぬき
- 「ぞうの子」（作詞：まど・みちお）※ 現代こどもの歌1000曲シリーズ-1（こどもと動物）
- 「たにし たんころりん」（作詞：荒沢誠二）※ 曲集「日本童謡全集」に収蔵
- たのしい遊園地（作詞：加藤省吾）
- たん子たん吉珍道中（作詞：宮崎博史 唱：松島トモ子、吉利公男、ひばり児童合唱団）（1954年8月、EP、コロムビアレコード、品番：C2790）これに対応する同題の映画（1954年9月）は音楽米山正夫となっているが、この曲はレコード面に冨田勲と表記。
- ちいさいあかいじどうしゃ（作詞：佐藤義美）※「佐藤義美の詩によるこどものうた50曲集」音楽之友社 (1998.4) に収録あり。
- ちゃちゃんとわかる（作詞：サトウ・ハチロー）
- ちょうちょうのアンテナ（作詞：中山知子）※ ドレミPhone☆たのしい音楽教室☆4月の教室（ことばから音楽への導入）千趣会 (SENSHUKAI SKS 1104)（1969年4月1日創刊の記載あり）本文に楽譜、レコードB面に曲が収録。
- 蝶々のバレエ（作詞：結城ふじを）歌唱：安田祥子／内田喜美江／ひばり児童合唱団
- チョコレートボンボンのうた（作詞：鶴見正夫）※ 楽譜は6の会編「すてきな66のうた：ラジオ・テレビ・絵本の」カワイ楽譜、1965年1月に収録
- チンチラチンチラ ※ 楽譜は「四羽のあひる：サトウ・ハチロー詩ダーク・ダックスの歌による男声合唱曲集」全音楽譜出版社、1965年に収録
- てぶくろのマーチ（作詞：武鹿悦子）
- でんぐり返し（作詞：小林純一）楽譜が「あひるのぎょうれつ：子どもの歌曲集」小林純一詩、フレーベル館、1964年3月に収録
- 「トッピンポウとピンピクリン」（作詞：まど・みちお、NHK「おかあさんといっしょ」より）
- 「どこまでも駆けてゆきたい」（唄：ガロ 作詞：谷川俊太郎、1973年10・11月「みんなのうた」）※ NHKみんなのうた第15集
- 「どんぐり小僧の大行進」（作曲：冨田勲 演奏：コロムビア・オーケストラ、コロムビアレコード、SP (78rpm, 25cm)、品番：AK268, 1953年）※（運動会向行進曲集第6集）国会図書館資料検索による[49]。
- 「どんぐりの体操」（構成：戸倉ハル）※ 歌唱のない体操曲であるから童謡とはいえないかもしれない ※ 曲集「リズム体操」p.71
- 「仲よしポルカ」（作詞：都映二 唄：安田祥子）※ SP盤レコード。朝日新聞1988年3月28日夕刊記事「安田祥子さん 30年前の自分の歌」からの情報
- 「ながぐつ」（作詞：神沢利子）※「ながくつ」かもしれない ※ 楽譜が日本こどもの歌名曲集 松田トシ、長田暁二編 全音楽譜出版社、1962年に収録。
- 「ネコのめ」（作詞：香山美子、NHK「おかあさんといっしょ」より）
- 「のみの唄」（作詞：山本暎一）
- 「はしろうよ」（作詞：まど・みちお）※「ぞうさん まど・みちお子どもの歌102曲集」フレーベル館（1995年3月）に収録あり。
- 「花と虫たち コロムビア」AK635 ※ SP盤
- 「はやおきちゃんのうた」（作詞：まど・みちお）
- 「春になったら」（作詞：若谷和子）※「空気がうまい サトウハチローと木曜会・ホームソング集」音楽之友社 (1965) に収録
- 「ひとりきなふたりきな」（作詞：サトウ・ハチロー）※「木のぼり小僧」に収録
- 「ひばりのうた」（作詞：佐藤義美）※ 千趣会「ドレミフォン4がつのうた」(A-1) に楽譜と共に収録。歌：中川順子
- 「ひまわりさん」（作詞：間所ひさこ）※ 現代こどもの歌1000曲シリーズー2（こどもと自然）
- 「ピーターパン」（詳細不明）（1959年、NHKラジオ番組「立体音楽堂」）
- 「ふうせんはプン」（作詞：香山美子、NHK「おかあさんといっしょ」より）※「日本の童謡150選」
- 「べるとにならんだ」（神沢利子、冨田勲、鈴木寿雄）※ 小学館の月刊誌「幼稚園」1961年12月 p.8 ※ 国会図書館の検索情報による。
- 「ポワ ポワーン」（作詞：谷川俊太郎 唄：高木淑子、1970年2・3月「みんなのうた」）※ NHKみんなのうた第11集
- 「鳳来寺山のブッポウソウ」（作詞・作曲・編曲：冨田勲 歌：NHK東京児童合唱団、2007年6・7月 みんなのうた）
- 「マッチ売りのしょうじょ」（構成：中川正文/きた・ひろし 作編曲：冨田勲 お話と歌：加藤みどり、中川順子、増田睦美）※ ドレミPhoneたのしい音楽教室12月の教室（子どものミュージカル）（千趣会、SENSHUKAI SKS 1112）レコードA面（1970年頃?）、絵本仕立てのアルバムで、音楽と歌による芝居。
- 「右と左の体操」（作詞：まど・みちお）児童合唱
- 「むかしはえっさっさ」（作詞：おうち・やすゆき「おかあさんといっしょ」より）児童合唱 ※「日本の童謡200選」
- 「めがねがくもる」※ 楽譜は「四羽のあひる：サトウ・ハチロー詩ダーク・ダックスの歌による男声合唱曲集」全音楽譜出版社、1965年に収録
- 「もしもしはいはい」（作詞：名村宏「おかあさんといっしょ」より）児童合唱
- 「遊園地のうた」（作詞：関沢新一 歌：本間千代子）※ 東映動画「ガリバーの宇宙旅行」より
- 「愉快な町の風船屋」（作詞：結城ふじを 歌：安田祥子、ひばり合唱団）※ 日本抒情歌全集、ドレミ楽譜出版社（1997年9月）に収録
- 「よかったよかったタロージロー」（作詞：小林純一 歌：小坂一也・本間千代子、みすず児童合唱団、1960年4月、EP、コロムビアオーケストラ、品番C568）※ 童謡 朝日放送こどもの歌より。
- 「ロンコンろばさん」（作詞：サトウ・ハチロー 作曲：冨田勲 唄：安田章子、日本コロムビア、品番：C-490、1958年4月）
- 「私の誕生日」（作詞：丘灯至夫 作曲：冨田勲 唄：松島トモ子）
- 「わらべうたのメドレー」（構成：中川正文、きた・ひろし 作編曲：冨田勲 お話と歌：辻真人、中川順子、杉並児童合唱団）※ ドレミPhone☆たのしい音楽教室☆4月の教室（ことばから音楽への導入）千趣会 (SENSHUKAI SKS 1104)（1969年4月1日創刊の記載あり）レコードA面に曲が収録。
- 世界の名作童話と日本のおはなし - 童話の森（CD5枚組セット、ビクターエンタテインメント、VICS-60043/7、発売1999年1月30日）の収録曲：
  - 「マッチうりのしょうじょ」（作曲：冨田勲、ディスク1第2トラック）
  - 「こびとたち」（作曲：冨田勲、ディスク1第4トラック）
  - 「みにくいあひるの子」（作曲：冨田勲、ディスク2第1トラック）
  - 「ピノッキオ」（作曲：冨田勲、ディスク2第2トラック）
  - 「おやゆびひめ」（作曲：冨田勲、ディスク3第1トラック）
  - 「きたかぜとおひさま」（作曲：冨田勲、ディスク3第5トラック）
  - 「しらゆきひめ」（作曲：冨田勲、ディスク4第1トラック）
  - 「さんびきのこぶた」（作曲：冨田勲、ディスク4第2トラック）
  - 「ヘンゼルとグレーテル」（作曲：冨田勲、ディスク4第5トラック）

### 童謡の「編曲」
- 「誰かさんと誰かさん」（作詞：サトーハチロー 作曲：二木他喜雄 編曲：冨田勲 唄：安西愛子）（日本コロムビア、品番：C-286A、1954年12月）
- 「秋の子」（作詞：サトーハチロー 作曲：末広恭雄 編曲：冨田勲）（日本コロムビア、品番：A-2349A、1955年10月）
- 「あんたとこどこさ」わらべうた（熊本）（編曲：冨田勲、唄：伴久美子、コロムビア杉の子こども会、演奏：コロムビアオーケストラ）、コロムビアレコード C465 (1218520)、演奏時間：2分6秒）
- 「お誕生日の歌」作詞：丘灯至夫 外国曲、編曲：冨田勲 唄：松島トモ子、コロムビア ひばり児童合唱団 演奏：コロムビア オーケストラ
- 赤い帽子白い帽子（作詞：武内俊子 作曲：河村光陽 編曲：岩河三郎・旧録音版 編曲：冨田勲・新録音版）
- 風はみた（作詞：宮沢章二 旋律：佐野量祥 補修編曲：冨田勲）
- 若い日本（作詞：橋本竹茂 作曲：飯田三郎 編曲：冨田勲 唄：若山彰・眞理ヨシコ・コロムビア合唱団）（日本コロムビア COCX-36737/8）
- 日本コロムビア「決定版 童謡玉手箱」（3CDセット中の第1枚目の）CDに収録の冨田勲編曲の童謡（歌唱：初代コロムビア・ローズ＝松本光世（旧名：斉藤まつ枝））
  - りんごのひとりごと
  - おうま
  - 雨降りお月（雲の蔭）
  - 里の秋（ナレーション入り）
  - 夢のお馬車
  - 浜千鳥
  - 雨
  - かなりや
  - 肩たたき（ナレーション入り）
  - 夕日
- エンゼルはいつでも（作詞：サトウハチロー 作曲：芥川也寸志 編曲：冨田勲 唄：川田孝子、コロムビアゆりかご会）※ CD:「コクミンHits 少年探偵団から懐かしのラジオ・テレビテーマ」（日本コロムビア、COCP-34855）に収録。1951年のラジオ番組『森永エンゼルタイム』の中で流れていた。（日本コロムビア、品番：C-203A、発売：1953年11月）
- お江戸日本橋（SP盤 COLUMBIA A-2465、発売1956年2月）
- さくらさくら（SP盤 COLUMBIA A-2465、発売1956年2月）
- かなりや（「日本童謡名曲全集」コロムビアAL3015 - AL3019、発売1960年9月）
- 赤とんぼ（「日本童謡名曲全集」コロムビアAL3015 - AL3019、発売1960年9月）
- 「あわて床屋」（作詞：北原白秋 作曲：山田耕筰 編曲：冨田勲）（1961年4・5月「みんなのうた」）
- 青い小鳥（「日本童謡名曲全集・第2集」コロムビアAL3033 - AL3037、発売1961年6月）
- あした（「日本童謡名曲全集・第2集」コロムビアAL3033 - AL3037、発売1961年6月）
- 雨（「日本童謡名曲全集・第2集」コロムビアAL3033 - AL3037、発売1961年6月）
- 兎のダンス（「日本童謡名曲全集・第2集」コロムビアAL3033 - AL3037、発売1961年6月）
- この道（「日本童謡名曲全集・第2集」コロムビアAL3033 - AL3037、発売1961年6月）
- ねんねのお里（「日本童謡名曲全集・第2集」コロムビアAL3033 - AL3037、発売1961年6月）
- かもめの水兵さん（作詞：武内俊子 作曲：河村光陽 編曲：草川啓・旧録音版1962 - 63年頃 編曲：冨田勲・新録音版1972 - 73年頃）※ 軍艦マーチ風
- 「トンチあそび」（作詞：多摩川学園児童 作曲：追新一郎 編曲：冨田勲）（1963年8・9月「みんなのうた」）
- 「谷間のキャンプ」（作詞：尾崎忠次 作曲：ピッツ 編曲：冨田勲）（1963年8・9月「みんなのうた」）
- 「お猿と鏡」（作詞：宮林茂晴 原曲：チェコ民話 編曲：冨田勲）（1963年10・11月「みんなのうた」）
- 「赤鼻のトナカイ」（訳詞：高田三九三 作曲：マークス 唄：桑名貞子/コロムビア男声合唱団）（「よいこのクリスマスとお正月」コロムビアKKS-20001、発売1966年11月）
- 「赤鼻のトナカイ」（作詞：高田三九三 作曲：マークス 唱：桑名貞子/コロムビア男声合唱団 伴奏：コロムビア・オーケストラ、コロムビアCPX-132、EP、「楽しいクリスマス シングル・ベル」のA面第2曲、1973年10月）※ 再録か?
- 七つの子（作詞：野口雨情 作曲：本居長世）（「よいこのゴールデン童謡集 1 ななつのこ」日本コロムビア KX-1、発売1969年4月）
- 「ひばりのぼうや」（作詩：山本暎一 作編曲：冨田勲 うた：水谷玲子）※ ヨハン・ブルクミュラー作曲「牧歌」より。千趣会発行「ドレミPhone ママといっしょにうたう うた」の4月号（A面-2）に収録。
- 「ぞうのさんぽ」（作詩：山本暎一 作編曲：冨田勲 うた：長井則文）※ サン・サース「動物の謝肉祭」の「象」の編曲。千趣会発行「ドレミPhone ママといっしょにうたう うた」の6月号（A面-2）に収録。

### コマーシャルソング・BGM
- ちいさなおよめさん（三洋電機のCMソング）
- コロムビアCMソング（1959年、作詞：星野哲郎、日本コロムビアのCMソング）
- てっちゃんのうた（1961年 作詞：宮崎博史 唄：松島トモコ ※「カネテツデリカフーズ」のCMソング）
- 「花王のニュービーズ」※ 1970年4月18日付けの新聞記事（掲載紙要調査）に紹介記述があり（コラム「人間広場」：富（ママ）田勲 白バイの違反の”撮影” 宇宙人を見に？黒部へ）
- 「日石ゴールド」のウエスタン ※ 同上
- 「ホンダ1300」（ピーター・グレイブスが登場する）※ 同上
- 髙島屋 ローゼンタール（1972年 作曲）
- MIZNO BLUE IMPULSE（ミズノ ブルーインパルス）（1982年 作曲、シンセサイザー演奏）※ スキーのブレード
- もろこし生茶（出演：松嶋菜々子）※ BGMは「文五捕物絵図」から（2004年）

### 合唱曲
- 「風車」（）（1952年 作詞：渡辺阿沙爾）※ 全日本合唱連盟発行1952年（昭和27年）・第5回合唱曲集No.4に収録、女声合唱
- 「蝶々のバレエ」（結城ふじを・冨田勲、児童3部合唱）※ 児童合唱百曲集、新興楽譜出版社（1956年）に収録。
- 「風は見た」（昭和33年度全国唱歌ラジオコンクール小学校の部課題曲）作詞：宮沢章二 作曲：佐野 量祥 補修編曲：冨田勲 ※ 1958年度第25回全国唱歌ラジオコンクール小学校の部の課題曲
- 「青い地球は誰のもの」（1970年、作詞：阪田寛夫）※ NHK特集 70年代われらの世界テーマソング、およびそれを発展させた曲
- 「ともしびを高くかかげて」（1974年 作詞：岩谷時子）※ 第41回（1974年度）および第54回（1987年度）のNHK全国学校音楽コンクール高等学校の部の課題曲
- 「鳳来寺山のプッポウソウ」（作曲は2006年か?、作詞作曲、歌：NHK東京児童合唱団など）※ 2007年6・7月NHK「みんなのうた」（歌：NHK東京児童合唱団）
- 「雨にも負けず」（2012年、「イーハトーヴ交響曲」第6楽章、作詞：宮沢賢治 作曲：冨田勲）
- 「五箇山の四季」（詳細不明）

### 校歌・社歌等
- 東京都千代田区立麹町小学校校歌[校歌・社歌等 1]（作詞：阪田寛夫）1954年3月

- 愛知県岡崎市立福岡小学校校歌 1959年
- 愛知県岡崎市立福岡中学校校歌[校歌・社歌等 2]（作詞：浅岡美徳）1960年 ※ 岡崎市立福岡小学校が校歌を制定したため、隣接していた福岡中学校も校歌を制定した。
- 愛知県岡崎市立藤川小学校校歌（作詞：浅岡美徳）1968年
- 福井県丸岡町立磯部小学校校歌[校歌・社歌等 3]（作詞：坂本政親）1974年 ※ 現：坂井市立磯部小学校
- 愛知県岡崎市立本宿小学校校歌（作詞：本校職員）※ 冨田の母校
- 埼玉県所沢市立若松小学校校歌[校歌・社歌等 4]（作詞：はらみちを）
- 愛知県岡崎市立東海中学校応援歌[校歌・社歌等 5]（作詞：浅井森一） ※ 応援歌「青い空 白い雲」[校歌・社歌等 5] - 1964年
- 慶應義塾塾歌（作詞：富田正文 作曲：信時潔）[校歌・社歌等 6]の冨田勲による編曲版 ※ CD「校歌、寮歌、応援歌」（キング KICW-9552、2012年5月9日発売）に収録
- 慶應義塾創立150年記念式典ファンファーレ[校歌・社歌等 7]（作曲：冨田勲 演奏：塾生ファンファーレ隊、サラウンド音響：野尻修平）2008年
- 愛知県額田郡額田町町歌（作詞：藤井静） ※岡崎市への編入合併のため2005年末に廃止 - 1956年12月
- 住友銀行従業員組合の歌（作詞：薩摩忠）

### 交響詩・交響組曲
- 『子どものための交響詩 ジャングル大帝』（1966年）- 文部省芸術祭奨励賞受賞 ※ オーケストラ演奏がLPに収録。後にCD、DVDにも収録されている。※ 失われた楽譜を復元し改訂を加えた「2009年改訂版」もある。
- 『こどものための交響詩 銀河鉄道の夜』（1972年）-「音楽ってたのしいな」（TBSブリタニカ）の2枚組LPの2枚目片面に収録 ※ シンセサイザーを用いた演奏がLPに収録されている。これはシンセサイザーを入手後3ヶ月ぐらいで作られた作品であると語られた。
- 交響詩『大地に花が歌う』（1990年）
- 源氏物語幻想交響絵巻（1998年）※ オーケストラ演奏がCDに収録されている。2011年には内容を追加拡大した「完全版」の演奏収録CDがリリースされた。さらに2014年に改訂された。終曲「平家の世へ」は大河ドラマ「新・平家物語」テーマ曲の流用。
- 仏法僧に捧げるシンフォニー（2006年）※ 2007年4月28日に放送された番組NHK-BSハイビジョン特集「冨田勲 仏法僧に捧げるシンフォニー」（52分）中で演じられた。
- 「交響詩ジャングル大帝〜白いライオンの物語〜」（2009年改訂版、CD+DVD）[50]
- イーハトーヴ交響曲（2012年）※ オーケストラとコーラス、初音ミク（ボーカロイド）による演奏が初演・レコーディングされ、翌2013年1月にCDリリースされた。大友直人指揮、日本フィルハーモニー交響楽団ほかによる演奏。

## ディスコグラフィー
発売の月や日が不明な場合は、不明なものを前側に置くことにする。
- 「野鳥の調べ」（1960年、SP、日本コロムビア）※ A面のBGMを冨田勲が作曲（詳細要調査）
- 「舞踏曲『海のファンタジー』」（1960年4月、78RPMレコード、日本コロムビア、品番：C571 (1GA74) の片面）※ 作曲：冨田勲、演奏：コロムビアオーケストラ、小学校高学年向
- 「生産性向上のためのB.G.音楽 オフィス向」（1962年、LP-BOX、日本コロムビア）※ 冨田勲を含む複数作曲家によるBGMが収録（詳細要調査）
- 「生産性向上のためのB.G.音楽 工場向」（1962年、LP-BOX、日本コロムビア）※ 冨田勲を含む複数作曲家によるBGMが収録（詳細要調査）
- 「二つの橋・かわいた夜」（1962年9月、45RPMドーナッツ盤レコード, 日本コロムビア、品番：SA-980）※ A面：NHKドラマ主題歌「二つの橋」B面：フジテレビドラマ「肌色の仮面」主題歌の「かわいた夜」。両曲とも作曲。
- 王貞治・本間千代子「白いボール」（1965年、EP、制作：朝日放送、発売元：日本コロムビア、品番：SC-171）※ 作詞：鶴見正夫、唄：王貞治、本間千代子
- 「名犬ラッシーの大冒険」（1965年、フォノシート、コダマプレス）
- 「ジャングル大帝」（1965年12月2日初版 (?)、朝日ソノプレス、品番：M-28）※ 主題歌、星になったママ、収録ドラマ「レオ誕生」
- 「ジャングル大帝」（1965年12月10日、日本コロムビア、品番：SCS-1）※ 主題歌シングルレコード。日本コロムビアが初めて発売したアニメソングレコード。
- 「ジャングル大帝」（1966年2月5日初版 (?)、朝日ソノプレス、品番：M-35）※ レオのうた、ディックとボウのうた、ライヤ、収録ドラマ「急げ！じごく谷へ」
- 「ジャングル大帝」（1966年6月20日、日本コロムビア、品番：SCS-2）
- 「ジャングル大帝 ヒット・パレード」（1966年7月、LP、ステレオ、日本コロムビア、品番：KKS-21）※ TVまんが初の25cm（10インチ）LPレコードであるという。
- 「子どものための交響詩 ジャングル大帝」（ステレオ、1966年11月初版のLP (ELS-3044)、および1976年再版のLP (CS-7015)、2001年のデジタルリマスターCD版、いずれも日本コロムビア）※ 1966年版のLPは第21回（昭和41年度）芸術祭奨励賞を受賞。指揮：石丸寛、演奏：日本フィルハーモニー交響楽団、日本合唱協会。
- 「リボンの騎士」（1967年5月1日、朝日ソノラマ、品番：M-87）※ OP、EPと収録ドラマ「王子と天使」
- 「テレビ漫画 リボンの騎士／リボンのマーチ」（1967年6月あるいは7月、EP、日本コロムビア、品番：SCS-30）※ OPEP
- 「リボンの騎士」（1967年9月2日、朝日ソノラマ、品番：N-3）※ OP、EPと収録ドラマ「悪魔の白鳥」
- 「千夜一夜物語」オリジナルサウンドトラック盤（1969年、ビクター・ワールド・グループ、LP、品番：SJET-8150）※ 冨田勲とザ・ヘルプフル・ソウル
- 竹脇無我「だいこんの花」（1970年、EP、フィリップス）
- 「EXPO'70 東芝IHI館 グローバル・ビジョンのためのマルチプル・サウンズ」（1970年3月、東芝音楽工業、品番：3ERS-260、7インチ、33 1/3 RPM、非売品）※ 1970年の大阪万国博覧会の東芝IHI館の音楽を収録したレコード（後にCD「喫茶ロック〜エキスポ・アンド・ソフトロック編」EMIミュージック・ジャパン、品番：TOCT-10787（2002年6月26日）の第1トラックに全体約12分のうちの冒頭部分の約4分が収録）
- 由紀さおり「クレオパトラの涙」（1970年8月1日、SEP、東芝音楽工業、品番：EP-1248）※ 虫プロのアニメラマ「クレオパトラ」より
- 「日本ギターフェスティバル VOL.2」（1971年、LP、日本コロムビア）※ 冨田勲作の約8分間の曲「砂塵」を含む。1971年5月22日東京サンケイ・ホールでの演奏を収録。
- 「エレキ・ギター・100 アンプの祭典」（1971年（カセットテープ?）、JASS）※ 日本ギターフェスティバルの実況録音であるらしい（詳細要調査）
- 西郷輝彦「坂道の教会（さよならはいわなかったのに）」（1971年、LP、発売元：クラウンレコード）※ 朗読レコードの劇伴音楽
- 「海軍特別攻撃隊 遺書」（1972年、LP2枚組、クラウンレコード、品番：GWX-35～36）
- 石坂浩二「駅・最後の421列車」（1972年、LP）（ワーナー、LP、品番：L-8006W）※（詩と朗読：石坂浩二 演奏：ブリリアント・ポップス77 協力：慶應義塾大学鉄道研究会）
- TBSブリタニカ発行の「世界子供百科」の付録の2枚組ピクチャーLPアルバム「音楽ってたのしいな」（1972年3月、LP、2枚組）※ うつみ宮土理のナレーションと曲の抜粋で、音楽のたのしさを教える企画。シンセサイザーを用いた「こどものための交響詩－銀河鉄道の夜」が2枚目のB面。※ 後にカセットテープ版も作られた。
- 「スイッチト・オン・ヒット＆ロック」（1972年5月、LP、SQ4方式、CBSソニー、品番：SOLL-4）[注 10]
- チェリッシュ「春のロマンス」（1973年、LP、日本ビクター）※ 冨田勲作曲「かあさんの四季」（原題：「晴れてる日に」）を収録
- 勝新太郎「孤独におわれて」（1973年、EP、東芝EMI）※ テレビ番組「唖侍鬼一法眼」の主題歌シングルレコード
- 「パーティー・朱里エイコ ～はなやかなる集い」（1973年5月25日発売、LP ステレオ、レーベル：ワーナー・パイオニア、品番：L-8020R）※ 作：八坂祐子、音楽：冨田勲、歌：朱里エイコ ※ 2003年にCD化された。
- 「行け！宇宙船ジュピター2号」（1973年8月、ソノシート、朝日ソノラマ）※ アメリカTV映画「宇宙家族ロビンソン」（1965年〜1968年）/冨田勲作曲のオリジナル日本語主題歌
- 「中学・高校・大学及び一般のための「創作ダンス」」（1974年1月、EPの2枚組、日本コロムビア、品番：BKS-110）※ 冨田勲作曲の「習作”愛”コンポジション」が収録されている。※ 1990年にCD化
- 勝新太郎「おてんとさん」（1974年、EP、東芝EMI）※ テレビシリーズ「座頭市物語」の主題歌シングル
- チェイ光星「お若けえのお待ちなせェ」（1974年、EP、東宝レコード）※ テレビ時代劇「幡随院長兵衛お待ちなせえ」の主題歌シングル
- 月の光－ドビッシーによるメルヘンの世界（1974年9月、LP）シンセサイザー演奏 ※ ビルボード誌クラシックチャート第1位、グラミー賞4部門ノミネート、全米レコード販売者協会1974年度最優秀クラシカル・レコード
- 「ノストラダムスの大予言〜オリジナル・サウンドトラック」（EP、1974年9月?、東宝レコード、品番：AT-1069）
- 「ノストラダムスの大予言」（1974年9月25日、LP、東宝レコード、品番：AX-8012）※ 東宝の劇場映画「ノストラダムスの大予言」のサントラ盤
- 展覧会の絵（1975年2月、LP）※ シンセサイザー演奏。1975年度NARM同部門最優秀レコード2年連続受賞、1975年度日本レコード大賞・企画賞受賞、ビルボード誌クラシックチャート第1位
- 「サウンドトラックTOMITA」（1975年8月25日、LP、東宝レコード、品番：AX-8804）※「ノストラダムスの大予言」（東宝レコード、品番：AX-8012）の再発売版
- 火の鳥（1975年9月、LP）シンセサイザー演奏
- 「子どものための交響詩 ジャングル大帝」（1976年10月、LP、ステレオ、日本コロムビア、品番：CS-7015）※ 1966年11月に発売された初版のLP (ELS-3044) の再発売
- 「TOMITA'S WORLD～冨田勲VSオリジナル曲」（1977年、LP、RCA Red Seal、品番：RVC CR-10008、非売品）※ 冨田勲シンセサイザー演奏版とオーケストラ演奏版の聞き比べ
- 惑星（1976年12月、LP）シンセサイザー演奏 ※ 1977年2月19日付けのビルボード（クラシカル・チャート）および同月28日のキャッシュボックスでそれぞれ1位にランキング。
- 「冨田勲の世界」（1977年11月、LP、2枚組、RCA (RVC)、品番：RVC-7564～65）※ シンセサイザーによる組曲『銀河鉄道の夜』を収録
- 「坂東玉三郎の美の世界 / 天守物語」（1978年、LP、2枚組、RCA、品番：RVL-7103/4）※ 1977年12月16日の日生劇場公演の実況中継録音
- 宇宙幻想（1978年、LP）※ シンセサイザー演奏
- 「ジャングル大帝ヒットパレード」（1978年、LP、ステレオ、日本コロムビア、品番：CS-7054）※ 1966年のKKS-21の再発売（LP、12インチ盤）
- 「リボンの騎士」（1978年、LP1枚、日本コロムビア、品番：CS-7083）※ ドラマ仕立ての豪華アルバム
- バミューダ・トライアングル（1978年12月、LP）シンセサイザー演奏 ※ グラミー賞 “Best Engineered Recording” 部門ノミネート
- 「どろろ」（1979年、LP、日本コロムビア）テレビ用パイロット版フィルム、および放送用最終話の音声を収録
- 「子どものための交響詩ジャングル大帝 英語盤 (KING OF THE JUNGLE- Symphonic Poem for Children)」（1979年2月、LP、日本コロムビア、品番：CZ-7019）※ 日本語と英語による解説パンフレット付き
- 「夜叉ケ池」映画のサウンドトラック（1979年頃?、LP）（詳細要調査）
- ダフニスとクロエ（1979年9月、LP）※ シンセサイザー演奏
- 1980年に、ストラビンスキーの「春の祭典」を制作したが、権利者からの許諾を得られず発売はされず。※「春の祭典」の一部分はチャリティコンサートということでライブ版「マインドオブユニバース」に特別に許諾を得て収録。
- 「愛と希望のファンタジア〜森の詩」EPレコード、RCA (RVC)、品番：CR-39（1981年）非売品 ※ 1981年の神戸ポートアイランド博覧会（ポートピア'81）の住友館で上演されたミュージカル『愛と希望のファンタジア〜森の詩』の音楽を抜粋収録。
- Portopia'81 Suntory Pavilion Theme Waterland（1981年、EPレコード、RCA、品番：CR-40、非売品）※ 神戸ポート博'81 サントリー館のテーマ曲「ウォーターランド」
- 「20回目の結婚記念日」（1981年3月、EPレコード、7インチ盤、33（1/3) rpm、M.Y.RECORD、品番：CMA-2009）※ 自主制作盤、作詞作曲：冨田勝、シンセサイザー演奏：冨田勲、編曲：槌田靖識 ※ B面は「お嫁さん」※ 注：冨田勝は冨田勲の長男
- 大峡谷（1982年2月、LP）シンセサイザー演奏 ※ グラミー賞にノミネートされる。
- 「デジタルシンセサイザー・ファンタジー」（1984年、LP、45RPM、日本ビクター、品番：PRC-30419）※ '84 AUDIO FAIR SPECIAL RECORD。バイノーラル録音。企画制作：日本オーディオ協会
- ドーン・コーラス（1984年6月、LP）※ ドーンコーラスや星からの電磁波の波形を音に変換し音源として使用。
- 「スペース・ウォーク」（1984年9月、LP、日本ビクター、品番：RCL-8401）※ シンセサイザー演奏
- 「スペース・ウォーク」（1984年12月16日、CD、RCA、品番：RCCD-113）※ シンセサイザー演奏
- 「マインド・オブ・ザ・ユニバース」（ライブアルバム）（1985年7月、LP、RCA、品番：RCL-8418）
- 科学万博 電力館テーマソング「すてきなラブ・パワー EXPO 85」(Adventures of Electro-Gulliver EXPO'85)、唄：野宮真貴（A面のみ、B面はインスツルメンタル）、作曲：冨田勲（1985年、EPレコード、RCA (RVC)、CR-85）※ 筑波万博記念品、非売品
- つくば万博サントリー<燦鳥館>音楽「Bird Chorus（A面）、Animation Fountain（B面）」（1985年、EPレコード、RVA (RVC)、品番：CR-83（非売品の品番：CR-82もあり））
- 「バック・トゥー・ジ・アース」（ライブアルバム）（1987年12月、LP）
- 「TOMITA LIVE IN NEW YORK / BACK TO EARTH」RCA-VICTOR、RCA/BMG/7717-2-RC（USA盤、(C) 1988年）
- 「風の又三郎 ガラスのマント」（1989年3月1日、CD、レーベル：RCA（BMGビクター）、品番号：R32C-1152、収録：41分）※ 劇場用映画のサウンドトラック
- 「中学・高校・大学及び一般のための「創作ダンス」～ダンスイメージと創作過程」（1990年、CD、日本コロムビア、品番：COCG-6542）※ 冨田勲作曲の「習作”愛”コンポジション」が収録されている。※ 1974年のLPをCD化
- 1991年3月21日にレーベルBV-RCAから再発売されたシンセサイザー演奏によるCD
  - 「惑星」（品番：BVCC-2508）
  - 「宇宙幻想」（品番：BVCC-2509）
  - 「バミューダ・トライアングル」（品番：BVCC-2510）
  - 「DAWN CHOLUS」（品番：BVCC-2511）
  - 「マインド・オブ・ユニバース」（品番：BVCC-2512）
  - 「BACK TO THE EARTH ’86年ニューヨーク“自由の女神”100年記念コンサート」（品番：BVCC-2513）
- 1991年4月21日にレーベルBV-RCA再発売されたシンセサイザー演奏によるCD
  - 「月の光」（品番：BVCC-2514）
  - 「展覧会の絵」（品番：BVCC-2515）
  - 「火の鳥」（品番：BVCC-2516）
  - 「ダフニスとクロエ」（品番：BVCC-2517）
  - 「大峡谷」（品番：BVCC-2518）
- 「蒼き狼の伝説」（1992年5月2日、CD、品番：BVCF-2514）※ NHKスペシャル「大モンゴル」[51] TVサウンドトラック
- 「海軍特別攻撃隊 遺書」（CD、2枚組、クラウンレコード、品番：CRCD-50002-3）特攻隊員遺書の朗読集。音楽：冨田勲 演奏：クラウン・オーケストラ ※ 1972年発売のLPのCD化。小冊子に冨田勲「海軍特別攻撃隊遺書「作曲にあたって」」を含む｡
- 「ヘンゼルとグレーテル」（1994年、LD/VHS、BGMビクター）渋谷Bunkamuraで上演されたトミタ・サウンドクラウド・オペラ「ヘンゼルとグレーテル」の収録映像
- 「新日本紀行〜冨田勲の音楽」（1994年6月22日、CD、BMGビクター、品番：BVCF-1525）※ NHK「新日本紀行」など著名番組のテーマ音楽のオーケストラ演奏による録音集。指揮：大友直人 演奏：東京交響楽団他
- 「新日本紀行／ジャングル大帝」（1994年6月22日、CD-Single、ソニー・ミュージック、品番：BVDC-1）※ 新日本紀行とジャングル大帝のオープニングの曲だけを収録
- 「鼓童 with 冨田勲 - ナスカ幻想」（1994年12月1日、CD、ソニー・ミュージックジャパンインターナショナル、品番：SRCL-3103）※「鼓童 with 冨田勲」名義
- 「暗黒星雲への旅〜ベスト・オブ・トミタ・サウンド I」（1994年6月22日発売、CD、BMGビクター、品番：BVCC-9396、収録：65分13秒）
- 「森の幻想〜ベスト・オブ・トミタ・サウンド II」（1994年6月22日発売、CD、BGMビクター、品番：BVCC-9397、収録：69分17秒）
- NHKスペシャル「始皇帝 THE FIRST EMPEROR」TVサウンドトラック（1994年10月25日発売、CD、ダブリューイーエー・ジャパン、収録：58分）※ 冨田勲は音楽監督で、作曲は水澤有一。
- 「マイティジャック ミュージックファイル」（1995年、CD、レーベル：バップ）
- 「マイティジャック ミュージックファイル2」（1995年、CD、レーベル：バップ）
- 松竹映画サウンドメモリアル「黒蜥蜴 江戸川乱歩の陰獣 RAMPO黛バージョン」サウンドトラックコレクション（1995年8月2日発売、CD、VAP inc.、品番：VPCD-81101）※ 音楽：冨田勲は「黒蜥蜴」で、CDの全20トラック中最初の5トラックまで。
- 「恐怖劇場アンバランス ミュージックファイル」（1996年、CD、レーベル：バップ）
- 「ノストラダムスの大予言」（1996年、CD）映画サウンドトラック ※ 先行したLPレコード盤は品番TAM:AX-8804 ※ 映画自体は映像表現・内容の一部に問題があるとされて封印状態である。
- 「宇宙特撮シリーズ キャプテン・ウルトラ」（1996年、CD二枚組、レーベル：SLC）
- 「東映動画長編アニメ音楽全集」（1996年、CD-BOX、日本コロムビア）※「アラビアンナイト・シンドバットの冒険」(1962) と「ガリバーの宇宙旅行」(1965) の曲が含まれる。
- 「ある惑星からのメッセージ」（収録CDのタイトル：「イレーヌ メイヤーの世界 サウンドトラック」の第3トラック、収録：11分43秒）（1996年3月21日、CD、エビックレコードジャパン、品番：ESCB-1726）※ 佐野元春、小田裕一郎、冨田勲、千住明の4人の曲を収めた美術展BGMのサウンドトラックCD ※ 冨田勳のオリジナル作曲によるシンセサイザー演奏作品。後に「オホーツク幻想」と改題されて2016年のCD音楽アルバムに収録された。
- 「バッハ・ファンタジー」（1996年6月21日、CD、BMGビクター、品番:BVZC-601）※ シンセサイザー演奏
- 懐かしのミュージッククリップ 22「ビッグX」上高田少年合唱団（1997年6月25日、東芝EMI、品番：TOCT-9892）
- 「ジャングル大帝 オリジナル・サウンドトラック」指揮：大友直人、演奏：東京交響楽団（1997年7月24日発売、CD、BMGビクター、品番：BVCH-1529、収録：50分）※ 1997年8月1日公開の劇場用アニメーション作品「ジャングル大帝（劇場版）」（カラー、上映時間：99分）の音楽サウンドトラックのクリップ集
- 懐かしのミュージッククリップ29「リボンの騎士」（1997年9月26日、CD、東芝EMI、TOCT-9935、収録：41分）※ いったん発売されたが店頭から製品が回収されて、後日に懐かしのミュージッククリップ44「リボンの騎士」として改めて発売された。
- 「「学校」シリーズ」オリジナル・サウンドトラック（1997年10月21日、CD、BMGビクター、品番：BVCF-37001、収録：45分37秒）※ 山田洋次監督の映画「学校」シリーズのサウンドトラック
- 「座頭市音楽旅 其之参」（1998年、CD、キングレコード）
- 日本合唱曲全集「混声合唱愛唱曲」（1998年、CD、ビクターエンタテイメント）※ 冨田勲作曲の「ともしびを高くかかげて」を含む
- 懐かしのミュージッククリップ35「ジャングル大帝」（1998年3月28日、CD、東芝EMI、品番：TOCT-10235）
- 懐かしのミュージッククリップ44「リボンの騎士」（1998年8月26日、CD、東芝EMI、品番：TOCT-10404）※ テレビアニメーション「リボンの騎士」のハイライトシーンのサウンドトラック
- 「童謡の森〜世界の名作童話と日本のおはなし」（1999年、CD-BOX、ビクターエンターテインメント）※ 複数の作家による童話の朗読音源をCD－BOXとしてまとめたもの。冨田勲による9曲を含む。
- 「トミタ・サウンド・クラウド 源氏物語交響絵巻／冨田勲」（1999年3月25日、CD、パイオニアLDC、品番：PICW-1024、収録66分）※ 1998年11月22日のNHKホールでのコンサートの完全収録版CD
- 「手塚治虫生誕70周年記念特別企画 ジャングル大帝 1965-66 TVオリジナル・サウンドトラック」（1999年7月21日、CD、4枚組、バンダイ・ミュージックエンタテインメント、合計収録：188分、品番：APCM-9011）※ テレビ放送制作用BGM演奏の残存した音源テープを元に加工し収録されたもので、作曲家は販売差し止めを求めたが既に一部が流通した後であった（参考：1999年10月23日朝日新聞朝刊第2面社会面記事「ジャングル大帝CD売らないで 作曲の冨田勲さん、仮処分申し立て」）
- 「手塚治虫生誕70周年記念特別企画 リボンの騎士 TVオリジナル・サウンドトラック」（1999年8月21日に発売予定であったがキャンセルされた、CD、4枚組、バンダイ・ミュージックエンタテインメント）※ テレビ放送製作用BGM演奏の残存した音源テープを元に加工して収録したもので、作曲家の販売差し止めの請求により発売前にキャンセルされた幻の企画商品で、現物は今のところ存在しない。訴訟の経緯は新聞等でも報道された。
- 「瀬戸内寂聴 千年文化・源氏物語」（1999年8月25日、DVD、2枚組、パイオニアLDC、品番：PIBW-1024）※ 音楽：冨田勲 出演：瀬戸内寂聴/一之瀬千絵/堀口彩衣子/小峯綾佳 声の出演：岸田今日子 ナレーション：斎藤季夫
- 「源氏物語幻想交響絵巻」（2000年11月18日、CD、日本コロムビア、品番：COCQ-83482、収録：70分）※ 演奏：ロンドン・フィルハーモニー管弦楽団他、指揮：冨田勲、録音：ロンドン、ホイットフィールド・ストリート・スタジオ、他、1999年10月25日-26日。
- 「21世紀への伝説史 長嶋茂雄」サウンドトラック（2000年11月29日、CD、角川メディアファクトリー、品番：ZMCZ-657）
- 「千年の恋 ひかる源氏物語」映画サウンドトラック（2001年12月8日、CD、日本コロムビア、品番：COCQ-83572）
- 「子どものための 交響詩ジャグル大帝」（2001年12月21日、CD、ステレオ、日本コロムビア、品番：COCX-31629、収録：55分）※ 1966年にLPで出ていた音源のデジタル・リマスター化によるCD
- 「東京ディズニーシー アクアスフィア・テーマミュージック」（2002年、CD、エイベックス）※ 東京ディズニーシーのエントランスにある直径8メートルの球形シンボル{アクアスフィア}の場所で流れるBGM。作曲：冨田勲
- TOMITA: THE PLANETS 2003（2013年3月29日、DVD-Audio、日本コロムビア、品番：COAQ-15）※ DVD-Audio 4.1ch サラウンド収録
- 「TOMITA ON NHK」冨田勲 NHKテーマ音楽集（2003年3月29日、CD、日本コロムビア、品番：COCQ-83613、収録：67分）
- 「パーティ」（2003年11月15日、CD、ウルトラ・ヴァイヴ、品番：CDSOL-1081）※ 朱理エイコ名義、1973年発売のLPレコードのCD化。
- 松竹映画「たそがれ清兵衛」山田洋次監督作品サウンドトラック（オリジナル・スコア・バージョン）（2003年5月21日、CD、フォーライフ ミュージックエンタテイメント）
- 「隠し剣 鬼の爪」（2004年、CD、日本コロムビア）
- 「源氏物語幻想交響絵巻」DVD版（2004年1月21日、DVD-Audio、日本コロムビア、品番：COAQ-22、収録：71分）※ 演奏：ロンドン・フィルハーモニー管弦楽団他で1999年に収録した音源のDVD-Audio用編集版
- 「源氏物語幻想交響絵巻」CD版（2004年1月21日、CD、日本コロムビア、品番：COCQ-83717、収録：70分）※ 演奏：ロンドン・フィルハーモニー管弦楽団他。2000年発売のCOCQ-83482の原版による再発売で、DVD-Audio版とはマスタが別。
- 「交響絵巻源氏物語十二支」（2005年3月23日、日本コロムビア、CD、品番：COCQ-83927、収録：?）
- 「ブラック・ジャック ふたりの黒い医者」映画オリジナルサウンドトラック（2005年12月21日、CD、エイベックス・トラックス、品番：AVCA-22474、収録：44分）
- 「ジャングル大帝ヒット・パレード」（2005年4月27日、CD、ステレオ、日本コロムビア、品番：COCX-33161、収録：34分）※ ANIMEX1300 Song Collection シリーズ No.1
- GARO「GARO BOX」（2006年、CD-BOX、日本コロムビア）※ 冨田勲作の曲「どこまでも駆けてゆきたい」が収録。
- 「恐怖劇場アンバランス オリジナルBGM集」TV番組のサウンドトラック（2006年8月19日、CD、レーベル：ウルトラ・ヴァイヴ、CDSOL-1142）
- 「冨田勲の世界〜オリジナル紙ジャケットBOX」（2006年11月22日、CD、11枚セット、BMG JAPAN、収録：547分）※ 紙ジャケット仕様
- 「宇宙特撮シリーズ キャプテン・ウルトラ ミュージックファイル オリジナルBGM集」（2007年5月19日、CD、2枚組、レーベル：ウルトラ・ヴァイヴ、品番：CDSOL-1162～63）
- 「マイティジャック」TVサウンドトラック（2007年、CD）
- 「冨田勲×山田洋次 時代劇三部作ベストセレクション」（2007年5月23日、CD、ユニバーサル ミュージック）※『武士の一分』、『隠し剣 鬼の爪』、『たそがれ清兵衛』
- 「NHKみんなのうた 鳳来寺山のブッポウソウ/新日本紀行ふたたび」（2007年8月1日、CD（マキシシングル）、レーベル：ユニバーサルミュージック、品番：UICZ-5034）
- 2007年10月24日に過去にRCAから出したシンセサイザー音楽のアルバムのCDがBMG JAPANから発売。
  - 「月の光」（品番：BVCC-37505、収録：41分13秒）
  - 「展覧会の絵」（品番：BVCC-37506、収録：37分15秒）
  - 「火の鳥」（品番：BVCC-37507、収録：48分41秒）
  - 「惑星 The Planets」（品番：BVCC-37508）
  - 「宇宙幻想」（品番：BVCC-37509、収録：53分1秒）
  - 「バーミューダ・トライアングル」（品番：BVCC-37510、収録：53分36秒）
  - 「ダフニスとクロエ」（品番：BVCC-37511、収録：54分16秒）
  - 「大峡谷 Grand Canyon」（品番：BVCC-37512）
  - 「ドーン・コーラス」（品番：BVCC-37513、収録：42分50秒）
  - 「マインド・オブ・ユニバース」（品番：BVCC-37514）
  - 「バック・トゥ・ジ・アース」（品番：BVCC-37515）
- 藤原道山ｘ冨田勲「響 kyo」（2008年11月19日、SACDハイブリッド、日本コロムビア、品番：COGQ-36）※ 尺八演奏：藤原道山
- 「交響詩ジャングル大帝<2009年改訂版>〜白いライオンの物語〜」（2009年10月21日、CD+DVD、日本コロムビア、COZX-411～12）[50]
- 「街道をゆく」※ TV番組のサウンドトラック
- 「源氏物語幻想交響絵巻 完全版」（2011年6月1日、SACDハイブリッド、日本コロムビア、品番：COGQ-52と53（2枚組）、収録：88分）※ 作曲と指揮：冨田勲 演奏：東京交響楽団 語り：坂田美子
- 「惑星（）ULTIMATE EDITION」（2011年6月1日、SACDハイブリッド、日本コロムビア、品番：COGQ-51）※以前の「惑星」をリメイク、SACDサラウンド化。新制作の「イトカワとはやぶさ」を追加。
- TOMITA PLANET ZERO - FREEDOMMUNE ＜ZERO＞ session with Dawn Chorus（2011年11月23日、SACDハイブリッド、日本コロムビア、品番：COGQ-57）
- 「おかえり、はやぶさ」映画サウンドトラック（2012年2月29日、CD、レーベル：ダブリューイーエー・ジャパン、品番：SOST-1004、収録：42分）
- 「月の光 ULTIMATE EDITION」（2012年6月20日、SACDハイブリッド、日本コロムビア、品番：COGQ-59）※ 以前の「月の光」をリメイク、SACDサラウンド化。新制作の「雲」「アラベスク第2番」を追加。
- ホルスト：組曲「惑星」（2012年12月5日、CD、日本コロムビア、品番：COAQ-15）
- ホルスト：組曲「惑星」（2012年12月5日、CD、ソニー ミュージック、品番：SICC-30112）
- 「イーハトーヴ交響曲」（2013年1月23日、SACDハイブリッド、日本コロムビア、COGQ-62、収録：42分32秒）※ 2012年11月23日に東京オペラシティで行われた「イーハトーヴ」交響曲世界初コンサートの演奏の録音。
- 「冨田勲イーハトーヴ交響曲 ISAO TOMITA SYMPHONY IHATOV」（2014年3月19日、Blu-ray、日本コロムビア、品番：COXO-1074）※ 2013年9月15日の渋谷Bunkamauraオーチャードホールでの冨田勲「イーハトーヴ交響曲」東京公演を収録、インタビュー映像付き。
- 「冨田勲 展覧会の絵 アルティメット・エディション ISAO TOMITA Pictures at an Exhibition -Ultimate Edition-」（2014年3月19日、SACDハイブリッド、日本コロムビア、品番：COGQ-67）※ 4.0chサラウンド。70年代にNHK-FMでのみオンエアされた幻の作品「シェヘラザード」の一部と「ソラリスの海」をボーナストラックに収録。
- 「TOMITA ON NHK 冨田勲 NHKテーマ音楽集（新装版）」（2015年3月4日、CD、日本コロムビア、品番：COCQ-85246）
- 「Space Fantasy（スペース・ファンタジー）」（2015年3月4日、日本コロムビア、2枚組（SACDハイブリッド＋ボーナストラックCD）、品番：COZQ-1023/4）
- 「月の光〜ドビュッシーによるメルヘンの世界」（2015年4月22日、CD、ソニー・ミュージック、品番：SICC-1835）※“ソニー・クラシカル名盤コレクション1000”第1弾
- 「オホーツク幻想」（2016年3月23日、SACDハイブリッド、日本コロムビア、品番：COGQ-89）※ 在命中に発売された最後の音楽アルバム
- 「冨田勲 お別れの会 メモリアルCD」（CD、日本コロムビア、品番：PRCL-10104、非売品）※ 2016年6月15日「冨田勲お別れの会」（青山葬儀場）で関係者に配布（内容等の詳細不明）。
- 「展覧会の絵」（2016年9月7日、CD、ソニー・ミュージック、品番：SICC-2035）
- 「火の鳥」（2016年9月7日、CD、ソニー・ミュージック、品番：SICC-2036）
- 「宇宙幻想」（2016年9月21日、CD、ソニー・ミュージック、品番：SICC-2086）
- 追悼記念盤『冨田勲 映画音楽の世界』（2016年11月2日、松竹音楽出版、品番：SOST-3025）
- 「冨田勲 手塚治虫作品 音楽選集」（2016年11月9日、CD5枚組、日本コロムビア、品番：COCX-35885-9）（品番：COCX-39821-5）
- 「冨田勲『ドクター・コッペリウス DR.COPPELIUS』」（2017年3月22日、CD、日本コロムビア、品番：COCQ-85337）2016年11月初演のライヴ録音。
- 「初音ミク Sings “手塚治虫と冨田勲の音楽を生演奏で”」（2017年9月6日、CD、日本コロムビア、品番UHQ-CD・COCQ-85371（初回限定版）、UHQ‐CD・COCQ-85372（通常版））
- 「冨田勲 スペース・バレエ・シンフォニー『ドクター・コッペリウス』」（2018年3月21日、映像BR、日本コロムビア、品番：COX0-1150）。2016年11月初演のライブ映像ほか。
- 「MISSING LINK of TOMITA －冨田勲 秘蔵音源集－」（2018年5月23日、CD、日本コロムビア、品番：COCQ85418）
- 「マイティジャック 音楽大全」（音楽：冨田勲「マイティジャク」宮内國郎「戦え！マイティジャック」）CD3枚組（発売：スリーシェルズ、品番：3SCD-0039）2018年9月17日。同日開催「冨田勲 映像音楽の世界」のコンサート会場で限定300部として販売。
- 「ダフニスとクロエ Daphnis et Chloe」（2019年1月25日、ハイブリッドSACD、レーベル：Dutton Laboratories（英国）、品番：CDSML8554）SACDはアナログマルチトラックテープからリマスター（オリジナルのCD-4のLPは4ch再生）
- 「ノストラダムスの大予言 オリジナル・サウンドトラック」（2019年4月24日、CD2枚組、レーベル：CINEMA-KAN label）
- 「火の鳥 Firebird」（2019年6月、ハイブリッドSACD、レーベル：Dutton Laboratories（英国）、品番：CDSML8558）（オリジナルのCD-4のLPは4ch再生）
- 冨田勲/イーハトーヴ交響曲Vinyl Record（LPとアンコール曲を7cmEPに収録の二枚組）、日本コロムビア、2021年3月31日、品番（COJO-9410〜1、刺繍ジャケット豪華盤COJO-9412〜3）。※初演のライブ録音のLP版。
- 「冨田勲・源氏物語幻想交響絵巻 Orchestra recording version」（2021年5月5日、製造発売：RME Premium Recordings、EAN：4589473710884、時間:1時間31分、Blu-ray Audio1枚とCD+Blu-rayの2枚の計3枚組）※ 2015年4月3日、大阪のいずみホールでの公演の録音。

## コンサート / イベント

### サウンドクラウド（音の雲）
サウンドクラウドは、トミタ立体サウンド・ライブ『エレクトロ・オペラ in 武道館』（1979年）の屋外への発展形であるといえる。
- 1984年9月8日：リンツ・ドナウ川（オーストリア）『マインド・オブ・ザ・ユニバース』（ブルックナー音楽祭）※ NHK特集「冨田勲の世界 ドナウ川・光と星のコンサート」（1984年）で制作の過程と当日演奏の概要が紹介された。
- 1986年9月13日：ニューヨーク・ハドソン川（アメリカ合衆国）『バック・トゥ・ジ・アース』（自由の女神百年祭）
- 1988年7月22日：岐阜市・長良川畔（ぎふ中部未来博のメインイベント）
- 1988年11月5日：シドニー（オーストラリア）『オセアニアの夜明け』（オーストラリア建国200年祭）
- 1989年7月23日：横浜『スペース・ポート横浜』（横浜港開港130周年記念）
- 1990年：サウンドクラウド・オペラ『ヘンゼルとグレーテル』（初公演が1990年12月14日 - 16日[演奏会 1] で1992年までの毎年公演）（東京渋谷のBunkamuraオーチャードホール）※ 作曲：エンゲル・ベルト・フンパーディンク 台本：アーデルハイト・ウェッテ 企画・音楽監督：冨田勲 訳詞：山川啓介 演出：梶賀千賀子；公演映像はLDとVHSにも収録。
- 1994年9月10日：京都『泉涌寺音舞台』（京都遷都1200年記念）
- 1997年9月13日：オーストリア・リンツでのアルス・エレクトロニカ (Ars Electronica) で Mini Sound Cloud
- 1997年12月6日：名古屋『新マインド・オブ・ザ・ユニバース』（ナゴヤドーム落成記念）

備考
- 1982年9月27日にもオーストリア・リンツでアルス・エレクトロニカに “The Bermuda Triangle” で参加している。

### その他のコンサート
- 1976年：ヨーロッパ・ツアー（下記を含む可能性）
- 1976年5月1日：イギリスのロンドンの Hammersmith Odeon で1時間弱のテープ録音によるシンセサイザーコンサート、BBCによりFMラジオで放送された（現地）[演奏会 2]
- 1977年：坂東玉三郎の舞台『天守物語』日生劇場（原作：泉鏡花）
- 1978年：エフエム東京『サウンド・カーニヴァル〜シンセサイザー・ランド』公開録音（郵便貯金ホール、YMO初ライブ）
- 1978年：「宇宙幻想」の発売を記念してアルバム購入者を対象とした4チャンネルでの視聴会を本人参加で開催（神戸農業会館）
- 1979年11月19日：世界初のトミタ立体サウンド・ライブ『エレクトロ・オペラ in 武道館』（日本武道館）※ 企画・構成：小松左京、週刊ポスト創刊10周年記念企画
- 1982年：アルス・エレクトロニカに初参加（於：オーストリア・リンツ）
- 1985年4月24日：第27回大阪国際フェスティバル〜シンセティック・コンサート『冨田勲の世界』
- 1985年10月18日：CASIO SUPER SOUND '85（日本武道館）
- 1986年8月4日：光と音の祭典（長岡市制80周年記念事業イベント）※ 長岡市政だよりNo385号（1986年9月1日発行）に紹介記事がある。
- 1990年 - 1992年の3回：「トミタ・サウンドクラウド・オペラ “ヘンゼルとグレーテル”」を上演（Bunkamuraオーチャード・ホール（東京都渋谷区道玄坂））
- 1991年8月24日：府中サマー・フェスティバル'91
- 1993年：福岡ドーム（現：福岡PayPayドーム）・オープニングイベント
- 1994年：京都遷都1200年記念イベントとして、御寺'泉涌寺'において五十嵐麻利絵、鼓童等をゲストに迎え、トミタのサウンドスペクタルが展開。
- 1996年3月：イレーヌメイヤー超幻実美術館
- 1998年11月22日：交響絵巻、千年文化「源氏物語」初演（オーケストラ：東京シティフィルハーモニック管弦楽団、於：NHKホール）
- 1999年5月11日：交響絵巻「源氏物語」ロサンゼルス公演（パサディナ・シビック・オーディトリアム (The Pasadena Civic Auditorium)）
- 1999年6月21日 - 22日：交響絵巻「源氏物語」ロンドン公演（オーケストラ：ロンドン・フィルハーモニー交響楽団 / ロイヤル・フェスティバルホール、ウエストミンスターホール）
- 1999年8月15日：「アニメ交響詩ジャングル大帝〜手塚治虫アニメとオーケストラ音楽〜」（東京オペラシティタワー開業3周年記念特別チャリティコンサート）、於：東京オペラシティコンサートホール・タケミツメモリアル、指揮：榊原栄
- 2001年4月15日 - 16日：高島屋創業170周年記念「京・華舞台」（比叡山延暦寺根本中堂）
- 2001年：「源氏物語」比叡山延暦寺 特別奉納演奏（注：上記との同一性不明）
- 2002年2月2日：「源氏物語」「NHKスペシャル アジア古都物語」フォーラム、オープニングコンサート、於：NHK大阪ホール
- 2005年3月24日：「幻想交響コンサート よみがえる源氏物語絵巻〜千年の時空をこえて〜」於：愛知県芸術劇場大ホール ※ 演奏曲は「交響絵巻 源氏物語十二支」冨田勲（作曲、指揮）※ 主催「愛・地球博」前夜祭実行委員会[演奏会 3][演奏会 4]
- 2005年：愛知万博オープニングイベントのコンサートで「源氏物語幻想交響絵巻」の続編となるシンフォニーを上演。※ 前夜祭との違いあるいは同一か？
- 2006年10月5日：「仏法僧に捧げるシンフォニー」愛知県新城市の鳳来寺山で尺八（藤原道山）、琵琶（坂田美子）、ホルン、パッカーション（梯郁夫）、児童コーラスにより悪天候の中で演奏。※ 制作の様子と演奏は2007年4月28日の番組NHK-BSハイビジョン特集「冨田勲 仏法僧に捧げるシンフォニー」（52分）で放送。同番組でNHKは2007年ABU賞 (Asia-Pacific Broadcasting Union) のテレビ・エンターテインメント番組部門最優秀賞を受賞。
- 2007年12月9日：豊橋交響楽団演奏「子どものための交響詩 ジャングル大帝」（手塚るみ子とのトークの他に、冨田本人が「青い地球は誰のもの」を指揮）、於：豊橋市「ライフポート豊橋」
- 2010年3月：バンド維新2010（浜松市文化振興財団）の中1曲として「交響詩ジャングル大帝〜白いライオンの物語〜」（演奏：浜松市立与進中学校）
- 2010年4月18日：日本フィルハーモニー交響楽団第338回名曲コンサート「華麗なる冨田サウンドの世界」指揮：藤岡幸夫、「交響詩『ジャングル大帝』（2009年改訂版）」（他に「たそがれ清兵衛」、「武士の一分」、「おとうと」）、於サントリーホール、出演：冨田勲（スペシャルトーク）[演奏会 5]
- 2011年4月2日 - 3日：岡崎市図書館交流プラザにて冨田氏を迎えて演奏会：「岡崎の子供たちが奏でるトミタ・サウンド」（4月2日）、「サラウンドで楽しむトミタ・サウンド」（4月3日）
- 2011年8月19日：東日本大震災復興支援イベント『FREEDOMMUNE 0＜ZERO＞2011』（神奈川県川崎市東扇島東公園）に出演し、明け方の太陽風によるドーンコーラスを披露する予定であったが、イベント全体が悪天候により中止となった。
- 2011年12月13日：「源氏物語芸術祭2011」於：横浜みなとみらいホール 大ホール、主催：かけはし芸術文化振興財団 ※ 出演：冨田勲、橘ゆり（オルガニスト）、ホリヒロシ（人形舞い）、林望（作家）
- 2012年11月23日：「イーハトーヴ交響曲」、世界初演（日本フィルハーモニー交響楽団、東京オペラシティコンサートホール）- 初音ミクとのコラボレーション[演奏会 6]。ライブCD（CD＆SACD）は2013年に[52]、アナログ盤は2021年にそれぞれリリースされた[53]。交響曲の全体と演奏ステージ映像の模様はNHK-Eテレで放送された[54]。
- 2013年7月13日：幕張メッセにて開催された東日本大震災被災地支援エベント『FREEDOMMUNE 0＜ZERO＞2013』[55]において、翌朝の7月14日明け方（午前4時30分から45分間）にドーンコーラスを披露。feat. Steve Hillage（ギター）、本間千也（トランペット）
- 2013年8月29日：岩手県の花巻市文化会館にて、「イーハトーヴ交響曲」再演
- 2013年9月1日：愛知県芸術劇場大ホールにて、「イーハトーヴ交響曲」再演
- 2013年9月15日（2回） - 16日（1回）：東京Bunkamuraオーチャードホールにて、「イーハトーヴ交響曲」再演
- 2013年9月21日：大阪・オリックス劇場にて、「イーハトーヴ交響曲」再演
- 2014年8月19日：大阪芸術大学開催の「プロムナードコンサート2014」（於：大阪府・中之島のフェスティバルホール）で、初音ミク×「イーハトーヴ交響曲」の再演
- 2014年10月12日：神奈川県・ハーモニーホール座間 大ホールにて、「冨田勲の世界」（源氏物語幻想交響絵巻（完全版）/他）を上演 ※ 指揮：御法川雄矢 演奏：ロイヤルメトロポリタン管弦楽団 他
- 2014年11月25日：岩手県民会館大ホールで「イーハトーヴ交響曲」の吹奏曲盤が演奏される。テレビ朝日系列のテレビ番組「題名のない音楽会 - 東北から響け！（2) 宮沢賢治のイーハトーヴ交響曲」で2015年3月8日に放送。※ 佐渡裕（指揮）、シエナ・ウインド・オーケストラ 他
- 2015年4月3日：大阪市中央区・いずみホールにて、関西フィルハーモニー管弦楽団、いずみホールシリーズ Vol.36「源氏物語幻想交響絵巻」※ 関西初演。2014年改訂版、指揮：藤岡幸夫[演奏会 7]
- 2015年5月20日：中国の北京世紀劇院にて、「イーハトーヴ交響曲」北京公演 ※ 海外初演。指揮：河合尚市、オーケストラ：EOS交響文献楽団他[演奏会 8][演奏会 9]
- 2015年11月26日：岩手県民会館大ホールにて、「イーハトーヴ交響曲」 演奏：いわてフィルハーモニー[演奏会 10][演奏会 11]、他
- 2016年11月11日（夜1回） - 12日（昼・夜各1回）：東京渋谷のBunkamuraオーチャードホールで「冨田勲 追悼特別公演 冨田勲×初音ミク『ドクター・コッペリウス』」[演奏会 12]  - ※ 最初2016年4月22日（冨田氏の誕生日）に公演の題名を「冨田勲 生誕85周年記念 新作世界初演 冨田勲ｘ初音ミク 交響曲『Dr.Coppelius』ドクター・コッペリウス」として告知されたが、2016年5月5日の冨田氏の急逝に伴い公演の題名を5月12日に変更して上演を行うことにした。その後さらに「イーハトーヴ交響曲」の演奏が第一部として追加された二部構成としてアナウンスがされた。その後さらにエイドリアン・シャーウッドによる冨田勲「惑星 Planets」の Live Dub Mix 演奏が第一部に追加された。
- 2017年4月19日：すみだ・トリフォニーホールにて、「冨田勲作品集 生誕85周年記念 アニメ交響詩『ジャングル大帝』」※ オーケストラ生演奏と映像の上映。並演奏「新日本紀行」「山田洋次作品集メドレー」「勝海舟」。
- 2017年5月20日：かなっくホール（神奈川県JR東神奈川駅付近）にて、Harmony AI 法人設立3周年記念コンサート、「クラシック音楽と冨田勲の世界」。
- 2018年9月17日：「冨田勲メモリアルコンサート〈冨田勲の映像音楽 SOUNDS OF TOMITA〉〜特撮・アニメ・映画音楽特集〜」東京国際フォーラム ホールC、指揮：藤岡幸夫、監修：樋口尚文。15時開演。
- 2019年9月6日：「冨田勲という宇宙」〜80人のオーケストラ、100人のコーラスによる演奏とサラウンド音響による超立体音楽会〜。於：ウェスタ川越大ホール。出演：河合尚市（指揮）、尚友会管弦楽団（管弦楽）、イーハトーヴシンガーズ（混声合唱）、川越少年少女合唱団（児童合唱）他。
- 2023年5月3日 - 27日：平成中村座姫路城公演（姫路城世界遺産登録30周年記念）の中の演目の1つとして「天守物語」（坂東玉三郎演出、音楽：冨田勲）が演じられた[演奏会 13]｡
- 2023年6月23日： NHK Eテレの番組『古典芸能への招待』で、平成中村座姫路城公演の第二部の坂東玉三郎演出「天守物語」を含めて放送（21:00 - 23:30）[演奏会 14]。

### 博覧会や展覧会のテーマ曲、BGM音楽
- 1970年3月 - 9月：日本万国博覧会 東芝IHI館『グローバル・ビジョンのためのマルチプル・サウンズ』(MULTIPLEX SOUNDS FOR GLOBAL VISION EXPO'70) ※（18分間の映画「光と人間たち」；360度の9面マルチスクリーン＋12チャンネル・マルチサウンド）※ 曲の音源は博覧会当時の希少LP（非売品）の他に、CD「喫茶ロック〜エキスポ・アンド・ソフトロック編」発売EMIミュージック・ジャパン、品番：TOCT 10787（2002年6月26日）の第1トラック曲として収録された。
- 1970年：「三人の若者のための歌」（作詞：Alan Bruens、作曲：冨田勲、唄：Chei Kohsei）※ EXPO'70、東芝IHI館パンフレットより
- 1970年：「鹿児島国体の歌：ひかりあふれる」（作詞：岡本淳三、作曲：冨田勲、編曲：野崎哲）、第27回国民体育大会鹿児島実行委員会（編）※ 国会図書館資料（2つ折り楽譜?）
- 1972年：第27回鹿児島国民体育大会（太陽国体） 入場行進曲『太陽のマーチ』※ 不滅の日本行進曲傑作集 第2集（ユニバーサルクラシックス、CD、品番UCCS-1058、2004年3月24日発売）に収録（演奏：陸上自衛隊東部方面音楽隊、指揮：古荘浩四郎）
- 1975年：沖縄国際海洋博覧会「日本政府館 / アクアポリス」全館の音楽 ※（開催時期：1975年7月20日 - 1976年1月18日）
- 1981年：神戸ポートアイランド博覧会（ポートピア'81）の住友館で上演されたミュージカル『愛と希望のファンタジア〜森の詩』※ ミュージカルの音楽を抜粋収録した17cm EPレコードが「愛と希望のファンタジア〜森の詩」レーベル：RCA（RVC)、品番：CR-39（1981年）非売品。
- 1981年：神戸ポートアイランド博覧会（ポートピア'81）のサントリー館のテーマ曲『ウォーターランド』(Portopia'81 Suntory Pavilion Theme Waterland)
- 1983年：MOA美術館の円形ホールでレーザー照明と共に流れる『オーロラ・サウンド』の曲 ※ 熱海市の「MOA美術館」の開館1周年頃からある期間までで、その後に曲が差し替えられた可能性。冨田勲による当初の曲はテクノ風であったという。
- 1985年（開催期間：1985年3月17日-9月16日）：科学万博つくば'85 燦鳥館（サントリー館）のテーマ曲 (Tsukuba Expo'85 Suntory Pavilion Sound Bird Chorus) ※ 収録EPレコード、冨田勲「Bird Chorus b/w Animation Fountain」（つくば万博サントリー<燦鳥館>音楽）、RCA (RVC)、品番：CR-83（CR-82は非売品）（1985年）
- 1985年：科学万博つくば'85 電力館テーマ・ソング『すてきなラブ・パワー』※ 収録EPレコード「科学万博 電力館テーマソング すてきなラブ・パワー (Adventures of Electro-Gulliver EXPO'85)」RCA、品番：CR-85（1985年）（A面は唄：野宮真貴、B面はインスルメンタル（唄無し））
- 1985年：科学万博つくば'85 日本政府出展テーマ館の70mm映像「多様な国土」（監督：大林宣彦）の音楽 ※ 後のアルバム「響 (KYO)」の中で編曲されて「お爺さんの里」として収録されている。
- 1986年8月4日：長岡市制施行80周年記念「音と光の祭典」の音楽[56] ※ 共演：山口五郎、千住真理子
- 1992年2月 - 2003年：ハウステンボス『サウンドギャラクシー（音の銀河）』※ 長崎県佐世保市にあったテーマパーク「ハウステンボス」で開園1992年3月25日よりも前の2月のうちから2003年まで（注：同テーマパークは2003年中にいったん破綻再生処理がなされた）
- 1996年3月1日- 5月20日：超幻実美術館「イレーヌ・メイヤーの世界」有楽町マリオンミュージアム（阪急西武8階）のBGM曲「ある惑星からのメッセージ」
- 2001年9月4日（開園当初から）：東京ディズニーシー の『東京ディズニーシー アクアスフィア・テーマミュージック』(Tokyo DisneySea AQUASPHERE THEME MUSIC) ※ 昼と夜で音楽が切り替わる。三面立体音響のシンフォニーで冨田勲作曲。
- 2005年3月：愛知万博のオープニングイベントのコンサートで「源氏物語幻想交響絵巻」の続編となるシンフォニーを上演。

## その他の作曲・編曲など

### 作曲
- 「ほらほら町が」（日本交通公社選定「修学旅行の歌」）（作詞：高橋信郎、補作：高田三九三、作曲：冨田勲、全音楽譜出版（楽譜1枚）、1959年）※唄：安西愛子、コロムビア杉の子子供会[57]
- 舞踏曲「海のファンタジー」（作曲：冨田勲、演奏：コロムビア オーケストラ、日本コロムビアレコード、品番C571、第2面、1960年4月、78rpm SPレコード）※ 盤面に「小学校高学年向き」とある。
- 「直線と円のコムポジション」（作曲：冨田勲、演奏：コロムビア オーケストラ、日本コロムビアレコード、商品番号：AX31_255766、4分41秒）[58]
- 「生産性向上のためのBG音楽」※ 企業の労働生産性を高めるための楽曲集で、複数の作曲家が手掛けている。
- 「砂塵」（作曲、指揮：冨田勲、演奏：日本ギター協会員/他、収録アルバム：「日本ギター・フェスティバル Vol.2」（第7トラック）日本コロムビア、LP、品番：JDX-55、1971年9月10日）※収録は1971年5月22日、於東京サンケイ・ホール（再発、CD（オンデマンド）、日本コロムビア、品番：CORR-11124、2016年3月24日）
- 「金魚」（録音：1分52秒）※ NHKアーカイブスが保有する放送用のBGM集「バック音楽集」に含まれる（推定制作時期：昭和30年代後半）。2016年8月27日放送のNHK-FM番組「クラシックの迷宮－ 作曲家 冨田勲さんをしのんで －」で紹介された。
- 「通信」（録音：1分49秒）※ NHKのバック音楽集に含まれる。同上。
- 「夏」（録音：3分15秒）※ NHKのバック音楽集に含まれる。同上。

### 編曲
- 「お菓子と娘」（作詞：西條八十、作曲：橋本国彦、編曲：冨田勲、歌唱：伴久美子、ピアノ：川村深雪、コロムビアオーケストラ、日本コロムビアレコード、品番：A3141_1219197、2分3秒）[59]
- 「青年愛唱歌 城ヶ島の雨」（作詞：北原白秋、作曲：梁田貞作、編曲：冨田勲、歌唱：三枝喜美子、演奏：コロムビアオーケストラ、日本コロムビアレコード、品番：A2487_1217223、3分10秒）[60]
- 「NHK国民歌謡 母の歌」（作詞：板谷節子、作曲：橋本国彦、編曲：冨田勲、歌唱：伴久美子、演奏：コロムビアオーケストラ、日本コロムビアレコード、品番：A3141_2219209、2分49秒）[61]
- 「おうち忘れて」（日本コロムビア昭和28年12月発売のレコードに含まれる（品番要調査）、作詞：鹿島鳴秋、作曲：弘田龍太郎、編曲：冨田勲、謡：内田貴美江）。
- 「夜の調べ（セレナード）」（作曲：C.F.グノー、訳詞：近藤朔風、編曲：冨田勲）、（日本ポリドール、品番：N8007（1954年録音））※ロームミュージックファンデーション SPレコード復刻CD集 第4集（CD7枚組）の第2CD中の第5曲目に収録。
- 「ルムバ ジャズ・ソング マラシェラ」（作詞：奧山靉、作曲：レデイ、編曲：冨田勲、唱：黒木曜子、コロムビア合唱団、演奏：コロムビアオーケストラ、EPレコード、品番：JL153_2216745、3分7秒、1955年10月）[62]※ イタリア映画「人間魚雷」（1953年）の主題歌。
- 「春の声」（作曲：J・シュトラウス、編曲：冨田勲、コロムビアオーケストラ、日本コロムビア、タイトル「春の声：オーケストラ・トロイメライ：セロ独奏」SP (78rpm,30cm)、A面、品番：AX-26、1956年）[63]
- 「トルコマーチ」（作曲：ベートーベン、編曲：冨田勲、日本コロムビア、タイトル「トルコマーチ・こどものがくたい・てまりうた」SP (78rpm,25cm)、A面、品番：AK-493、1956年）※ 国会図書館検索情報による
- 「展覧会の絵」（ピアノ・コンチェルト編）（1975年、ロンドン：ハマースミス・ホールにて）

### 音楽監督
- NHKスペシャル「始皇帝〜THE FIRST EMPEROR」オリジナルサウンドトラック（1994年10月25日、ワーナーミュージック・ジャパン、CD、品番：WPC6-8061）  - ※ 音楽監督：冨田勲、作曲・編曲・演奏：水澤有一、歌：小坂恭子（オープニングテーマ）

### 指揮
- アメリカのディズニーランドのアトラクション「イッツ・ア・スモールワールド」のシャーマン兄弟作の曲「It's a small world」の日本語版合唱の演奏指揮

## ノミネートおよび受賞・栄典
- 1952年（昭和27年）：朝日新聞社主催の全日本合唱コンクール課題曲「風車（ふうしゃ）」（作詞：渡辺阿沙爾）に応募し1位入賞 ※当時大学2年生
- 1966年：第21回文部省芸術祭奨励賞 - 子どものための交響詩『ジャングル大帝』
- 1974年
  - TV大賞 - TV文化の向上への貢献（日本国内）
  - 全米レコード販売者協会 (NARM) '74年度最優秀クラシカル・レコード -『Snowflakes are Dancing』（月の光 －ドビッシーによるメルヘンの世界）
  - 第17回グラミー賞 4部門ノミネート (Album of the Year - Classical、Best Classical Performance - Instrumental Soloist without Orchestra、Best Engineered Recording - Classical)『Snowflakes are Dancing』（月の光）
- 1975年
  - 全米レコード販売者協会 (NARM) '75年度最優秀クラシカル・レコード -『展覧会の絵』
  - 第17回日本レコード大賞企画賞 -『展覧会の絵』
- 1979年
  - 米コンテンポラリー・キーボード誌 ベスト・スタジオ・シンセシスト賞 -『バミューダ・トライアングル』
  - 第22回グラミー賞 ノミネート (Best Engineered Recording - Classical) -『バミューダ・トライアングル』
- 1980年3月29日：第3回日本アカデミー賞（1979年度） 優秀音楽賞 - 映画『夜叉ヶ池』
- 1980年：英国レコード協会 (BPI) ゴールデン・ディスク -『Snowflakes are Dancing』
- 1982年：第25回グラミー賞 ノミネート (Best Classical Performance - Instrumental Soloist without Orchestra) -『大峡谷』
- 1994年：第17回日本アカデミー賞（1993年度） 優秀音楽賞 -『学校』
- 2001年3月：第52回NHK放送文化賞
- 2002年：第25回日本アカデミー賞（2001年度） 優秀音楽賞 -『千年の恋/ひかる源氏物語』
- 2003年
  - 第26回日本アカデミー賞 （2002年度）最優秀音楽賞 -『たそがれ清兵衛』[64]
  - 勲四等旭日小綬章
- 2004年：著作権協会国際連合 (CISAC) ゴールドメダル（LARGEST-EVER賞）
- 2005年：第28回日本アカデミー賞（2004年度） 優秀音楽賞 -『隠し剣 鬼の爪』
- 2007年
  - 第30回日本アカデミー賞（2006年度） 優秀音楽賞 -『武士の一分』[65]
  - 5月25日：第1回エレクトロニクス・アーツ浜松賞（ローランド芸術文化振興財団主催）[66] ※ 贈呈式 於ザ・プリンスパークタワー東京
  - 6月：第10回上海国際映画祭 最優秀音楽賞 -『武士の一分』[67]
  - 11月3日：テヘランにおいてNHKハイビジョン特集「冨田勲 仏法僧に捧げるシンフォニー」がABU (Asia-Pacific Broadcasting Union) PRIZEのテレビ・エンターテインメント部門グランプリ受賞[68]
- 2009年：第30回日本アカデミー賞（2008年度） 優秀音楽賞 -『母べえ』
- 2011年
  - 第30回（2010年度）日本アカデミー賞 優秀音楽賞 -『おとうと』
  - 一般社団法人日本オーディオ協会（JAS) の第18回日本プロ音楽録音賞、部門D「放送メディア」放送作品部門のベストパフォーマー賞 -「惑星 ULTIMATE EDITION」（日本コロムビアCOGQ-51）より「火星 Mars」[69]
- 2012年：2011年度朝日賞 - 世界を舞台にした作曲家・音響クリエーターとしての活動[70]
- 2013年9月22日：第23回宮沢賢治賞[71][72]
- 2014年3月：東京アニメアワード2014功労部門 顕彰者[73]
- 2015年8月27日：国際交流基金賞（受賞式は同年10月19日）[74]
- 2016年11月17日：第58回日本レコード大賞 特別功労賞 ※没後の贈賞
- 2017年：第40回日本アカデミー賞 会長特別賞[75]

## 出演CM
- 日本ビクター（現：JVCケンウッド）「ミキシングマスターMM-11（エムエムイレブン）」（1977年）
- 住友金属工業（1982年。企業広告「新しい音の世界」篇）
- カシオ計算機「カシオ・CZ」（1985年）
- JR東海「日本を休もう」（1991年。歌：原由子「花咲く旅路」）

## 著書
- 冨田勲・武者利光『電子のゆらぎが宇宙を囁く 1/ｆゆらぎ講義』朝日出版社〈レクチャーブックス〉、1985年9月、ISBN 4-255-85062-3、ISBN-13:978-4-255-85062-7。
- 冨田勲『シンセサイザーと宇宙』岩波書店〈岩波ブックレット〉1986年4月、ISBN 4-00-004999-2、ISBN-13:978-4-00-004999-3。
- 冨田勲『音の雲：ずっと音の響きにこだわってきた』日本放送出版協会、2003年11月25日、ISBN 4-14-005443-3、ISBN-13:978-4-14-005443-7。

## 関連書籍や記事
- 手塚治虫のエッセイ「グローバルな音色の調理師 冨田勲」『放送文化』NHK出版（1971年12月号）※ 同エッセイは、書籍「手塚治虫大全2」マガジンハウス（1992年）、あるいは書籍「手塚治虫エッセイ集5」講談社手塚治虫漫画全集第394巻（1997年）にも再収録されている。
- 石森章太郎「惑星 シンセサイザーの巨人 冨田勲」雑誌FMレコパル、1977年22号（発売日10月17日）。
- 「シンセサイザー未来交響曲」これは「小松左京対談集/21世紀学事始 〜小松左京が時代の先駆者達と語り合う未来対談集〜」鎌倉書房、1983年発行、pp.51-68に収録の冨田勲と小松左京の対談 ※ 初版1978年7月25日、記事の初出は1977年8月;雑誌"サンジャック"らしい。
- 「ムーグ博士の大いなる遺産」（書籍「ムーグ・ノイマン・バッハ」日本ソフトバンククリエイティブ、ISBN 4-930795-87-7、発行1998年1月の中の冨田勲へのインタヴュー記事、pp.93-133）[76]
- 「トミタ・サウンドクラウド・イン長良川写真集 人間讃歌-未来への子供たち - TOMITA SOUND CLOUD IN NAGARAGAWA」1988年7月22日・岐阜市長良川畔で行われた冨田勲の野外コンサートの写真集、編者、出版社：トミタ・サウンドクラウド・イン長良川実行委員会、昭和63年9月1日発行、オールカラー64ページ。
- 『テクノ・ブレイン － 戸田誠司対談集』著：戸田誠司、SOFTBANK BOOKS、ISBN 4-7973-0303-4、ISBN-13:978-4-7973-0303-2（1997年7月）pp.95-105 ※ 対談するミュージッシャン15人のうちの一人として。対談の収録実施は1996年3月。
- 「冨田勲 宇宙、地球、人間賛歌の世界の作曲家」（石沢清史著：『ガボロジスト・石澤清史の「人間讃歌」：ゴミ学・環境学をどう実践するか』リサイクル文化社、ISBN 4-7952-5923-2、ISBN-13:978-4-7952-5923-2（1999年7月）pp.80-84に収録のインタビュー記事）
- 田中雄二 『電子音楽 in JAPAN』 株式会社アスペクト、ISBN 4-7572-0871-5、ISBN-13:978-4-7572-0871-1（2001年12月17日）※ 第10章、第11章
- 片山杜秀のエッセイ「『リボンの騎士』の作曲家はなぜ≪惑星≫の編曲家になったのか」雑誌レコード芸術（音楽之友社発行）の連載「片山杜秀のこの本を読め」2004年3月号掲載。※ 片山杜秀：「片山杜秀の本4 続・クラシック迷宮図書館」アルテスパブリッシング、2010年のpp.26-29に再録。※エッセイが取り上げた本は、冨田勲：「音の雲ーずっと音の響きにこだわってきた」。
- 「手塚治虫劇場 - 手塚治虫のアニメーションフィルモグラフィー」編集発行：株式会社手塚プロダクション、第3版（2006年8月25日）※ 手塚治虫関係のアニメーションとの関わりに関する情報の記述あり。
- 対談：冨田勲＋妹尾理恵「父と娘の笑酒歓談」（全10回連載）、月刊「味の手帖」2007年4月号-2008年1月号
- 「青春のNHK音楽部」花輪一郎（元NHKディレクター）文芸社（2009年）※ 2004年8月の新風舎の単行本の加筆修正版 ※ GHQ指導の下でスタートしたNHK音楽部の1950年代から1960年代の現場に立ち会った著者の回顧録。
- 福田滋「日本の作曲家と吹奏楽の世界」ヤマハミュージックメディア（2012年）[77]
- 「ドビッシーから初音ミクへ」雑誌ワイヤード、Vol.6、pp.115-121（2012年11月）（インタビュー記事）
- 朝日新聞（夕刊beおよびデジタル版）インタビュー記事「人生の贈りもの 作曲家・冨田勲」全9回連載（2013年7月16日、17日、18日、19日、22日、23日、24日、25日、26日）、1:「初音ミク、宮沢賢治の世界を歌う」、2:「北京の回音壁、サラウンドの原点に」、3：「音楽青年と交友、鍛えられた慶応時代」、4:「生放送・洋盤を編曲、生きた実習」、5:「間に合わせで作った「きょうの料理」」、6:「手塚治虫から突然電話でオファー」、7:「シンセサイザーで未知の世界に船出」、8:「弾でなく平和の音楽、空から降らす」、9：「オーケストラに回帰、挑戦続く」（連載終）
- 「サンプルのない時代」著：梯郁太郎（ローランド創業者）、音楽之友社、ISBN 978-4-276-23772-8（2014年5月21日発売）のpp.253-268に2つの対談（1999年11月30日於冨田邸、2013年1月21日於ローランド浜松研究所）の記事が収録。
- 木村直弘「初音ミクは浮遊する : 神話装置としての冨田勲《イーハトーヴ交響曲》」『岩手大学教育学部附属教育実践総合センター研究紀要』第14巻、岩手大学教育学部附属教育実践総合センター、2015年3月、115-136頁、CRID 1390853649826364800、doi:10.15113/00010818、ISSN 1347-2216。
- 朝日新聞デジタル版（掲載は文化芸能面）インタビュー記事「（時代のしるし<5> 戦後70年）賢治の導き、見えた真実 冨田勲「イーハトーヴ交響曲」」（2015年4月28日16時30分）
- "師弟対談" 冨田勲×松武秀樹（書籍：松武秀樹（著）「松武秀樹とシンセサイザー MOOG III-Cとともに歩んだ音楽人生」DU BOOKS／ディスクユニオン、ISBN 978-4-907583-55-2（2015年12月1日）の中のスペシャル対談、pp.108-132）
- 「キーボード・マガジン 2016年10月号 AUTUMN」”冨田勲追悼企画、特集：シンセサイザーに魅入られた音の探究者”、リットーミュージック（2016年9月10日）
- 「冨田勲ｘ初音ミク『ドクター・コッペリウス』公式プログラム」（2016年11月11日）※「ドクター・コッペリウス」初演の会場で販売された冊子
- 「日本の音楽家を知るシリーズ 冨田勲」ヤマハミュージックメディア、ISBN 978-4-636-94329-0（2017年8月10日）
- 「1冊でわかるポケット教養シリーズ 日本の作曲家 冨田勲」、妹尾 理恵 (監修)、ヤマハミュージックエンタテイメントホールディングス、ISBN 978-4-636-10409-7（2022年11月29日）
- 「日本アニメ界を支える音響監督と飲む山本本家「明ごころ」」、Sound of Oasis (2024年10月27日放送） ※音響監督明田川進が冨田勲について語る。